# León Trotski
Lev Davídovich Bronstein (en ruso: Лев Давидович Бронштейн, romanización Lyev Davídovich Bronshteyn) (Yánovka, Ucrania, 27 de octubrejul./ 8 de noviembre de 1879greg.-Ciudad de México, 21 de agosto de 1940), más conocido como León Trotski, fue un político y revolucionario soviético. 
Aunque inicialmente simpatizó con los mencheviques y tuvo disputas ideológicas y personales con el líder bolchevique, Vladímir Lenin, Trotski fue uno de los organizadores clave de la Revolución de Octubre, que permitió a los bolcheviques tomar el poder en noviembre de 1917 en Rusia. Durante la guerra civil subsiguiente, desempeñó el cargo de comisario de asuntos militares.
Negoció la retirada de Rusia de la Primera Guerra Mundial mediante la Paz de Brest-Litovsk. Tuvo a su cargo la creación del Ejército Rojo que consolidaría definitivamente los logros revolucionarios venciendo a un pobre apoyo de ejércitos extranjeros y a los ejércitos blancos durante la guerra civil rusa; apoyó al Terror Rojo y fue condecorado con la Orden de la Bandera Roja.
Posteriormente, se enfrentó política e ideológicamente a Iósif Stalin, liderando la oposición de izquierda, lo que le causó el exilio y posterior asesinato. Tras su exilio de la Unión Soviética, fue el líder de un movimiento internacional de izquierda revolucionaria identificado con el nombre de trotskismo y caracterizado por la idea de la «revolución permanente». En 1938, fundó la Cuarta Internacional.
Murió asesinado en México por Ramón Mercader, un agente español de la NKVD soviética, por orden de Stalin.

## Juventud rural

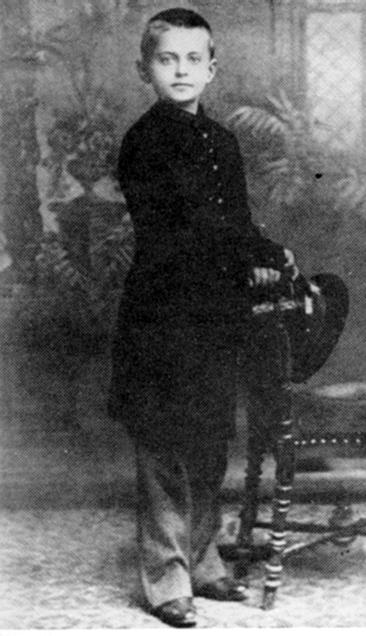
León Trotski en una fotografía tomada en 1888 a sus ocho años de edad.

Lev (León) Davídovich Bronstein fue el quinto hijo de una pareja de pequeños terratenientes judíos de clase media nacido el 8 de noviembre de 1879 en la hacienda de Yánovka —nombre derivado de su anterior propietario—, en la Gobernación de Jersón. Su abuelo, también llamado León, había abandonado su localidad natal cerca de Poltava para instalarse en el campo cerca de Jersón. Su padre —analfabeto— había sido el único vástago de León que había triunfado en la vida rural, convirtiéndose en próspero granjero, caso poco frecuente para un judío ruso de la época, tanto por las restricciones legales a la posesión de tierras por hebreos como por la reticencia de estos a dedicarse a la labranza. León nació el mismo año que su padre había adquirido la granja y se había instalado en la modesta casa de la propiedad. Con gran esfuerzo, la familia había ido progresando. Su madre, a la que Trotski estaba menos unido que a su padre, era más cultivada que David, su marido: se suscribió a una biblioteca y leía a sus hijos, consciente de la importancia de su educación. De los ocho hijos de la pareja solo cuatro alcanzaron la edad adulta; los demás murieron de escarlatina o difteria. Aunque judíos, sus padres David y Anna, no eran muy religiosos ni seguían estrictamente las tradiciones judías; el padre se declaraba ateo. Solo cuando los niños eran aún pequeños y la familia más pobre, esta acudía a una sinagoga cercana a celebrar las festividades hebreas. En la casa se hablaba una mezcla de ucraniano y ruso, pero no yidis. Uno de sus sobrinos fue el productor de cine Samuel Bronston (Bronstein). La familia vivía en una granja cercana a las tierras que el padre de Trotski había comprado y comenzado a cultivar en la década de 1850. La infancia de Trotski transcurrió en la granja familiar; malo para los deportes, hacía amigos gracias a la ironía y a las bromas. A los siete años, fue enviado por primera vez a la escuela de la cercana aldea de Gromokley, a aprender ruso, hebreo y matemáticas en una escuela judía, donde la mayoría de los alumnos, a diferencia del pequeño Trotski, hablaban yidis. Incapaz de comunicarse con sus compañeros en un idioma que desconocía, fue devuelto a la casa paterna a los pocos meses, descontento de la experiencia.

## Adolescencia cosmopolita en Odesa
A los nueve años, en la primavera de 1888, fue enviado a residir con un sobrino de su madre y su esposa, que vivían en Odesa, entonces la «Marsella rusa», ciudad cosmopolita y el primer contacto con la vida urbana de Trotski. Este comenzó a recibir una educación más formal y refinada. En la modesta casa —Trotski durmió durante cuatro años en el comedor—, en la que el joven Trotski pasó seis años, leía teatro y a los clásicos rusos y europeos y ayudaba a su primo a fundar una editorial, empresa que lo familiarizó con las tareas de una imprenta y con el mundo literario. Se convirtió en un lector voraz y en un joven atildado, costumbres que mantuvo durante toda su vida. A pesar del ambiente intelectual y reformista de los Shpentser en el que se criticaba el sistema zarista y se leían obras prohibidas, se trataba de que las ideas radicales no influyesen en Trotski y no se le permitía leer periódicos. Tras un año de preparación para el examen de ingreso, necesario por su escasa edad, asistió a la escuela de habla alemana Realschule zum Heiligen Paulus, perteneciente a la Catedral luterana de San Pablo de Odesa, la cual había sido fundada por alemanes del mar Negro para educar a jóvenes de su colectividad pero también admitía a alumnado de distintos credos y culturas. Allí se mostró como buen alumno, trabajador, ordenado, educado y bien vestido. También comenzó a mostrar orgullo, irascibilidad e intransigencia, como él mismo recordó más tarde, características que también marcaron su carácter de adulto. En su segundo año, sin embargo, una travesura escolar condujo a su expulsión temporal y a su vuelta a la granja familiar. Pronto regresó a los estudios, donde siguió mostrándose como buen alumno. Su padre trató de que aprendiese la Biblia y hebreo durante las vacaciones escolares, pero la persona contratada para ello resultó ser ateo, como lo era ya Trotski. Las clases de religión de la escuela luterana tampoco hicieron mella en Trotski, que no celebró la tradicional fiesta de paso a la edad adulta. A pesar de la importancia de la cultura hebrea en Odesa, Trotski se crio en un ambiente secular, atraído por el teatro, la ópera y la literatura.
Tras siete años —uno de preparación para el ingreso y seis de educación regular— en la Realschule de Odesa, en 1895 Trotski hubo de cambiar de escuela ya que la luterana no ofrecía más cursos. Para estar más cerca de sus padres, se trasladó a Nicolaiev, ciudad provinciana a orillas del mar Negro. Sopesaba cursar la carrera universitaria de matemáticas. Hasta entonces albergaba un cierto sentimiento vago de rebeldía, pero carecía de conciencia política, hecho que cambió en 1896, durante su último año de formación secundaria. Los hijos de la familia con la que se alojaba, mayores que él, trataron de convertirlo infructuosamente al socialismo. Repentinamente, a mediados de año, se hizo socialista, dejó de prestar atención a los estudios, comenzó a leer libros y periódicos de asunto político y se convirtió en habitual de las tertulias socialistas de un jardinero alojado en la misma casa, un checo llamado Franz Svigovsky, en cuya cabaña se reunían jóvenes para debatir sobre política.

## Populista y agitador

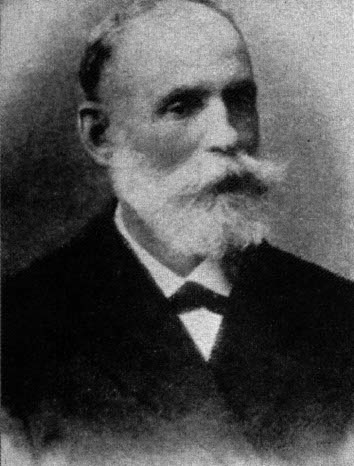
El padre de León Trotski, David Bronstein. Gracias a su esfuerzo y a pesar de ser analfabeto, alcanzó la prosperidad como granjero, pero no logró que su hijo se dedicase a los estudios universitarios y abandonase la militancia revolucionaria.

En las tertulias de Svigovski, mal vigiladas por la policía —que las consideraba inocuas—, el jardinero inició a Trotski en la literatura política. Tras una disputa familiar por la desatención de Trotski por los estudios, este renunció a la asignación monetaria paterna y se mudó a la cabaña de Svigovski en Nikoláiev y comenzó a trabajar en su huerta. León era uno de los cinco compañeros que compartían cabaña con el jardinero. El grupo se consideraba a sí mismo populista y solo uno de sus miembros, Aleksandra Sokolóvskaya, defendía con escaso éxito el marxismo. Trotski, apenas iniciado en las distintas teorías socialistas, defendía con vehemencia, sin embargo, el populismo ruso y atacaba con sarcasmo el marxismo de Sokolóvskaya. Una vez concluida su educación secundaria con notas excelentes en 1897 a pesar de haber descuidado sus estudios y tras discutir con su padre, se acordó que regresase a Odesa con su tío para estudiar matemática en la universidad local.
Más interesado en la extensión del socialismo que en los estudios universitarios —distribuía folletos entre los trabajadores de la fábrica de su tío y daba charlas clandestinas—, en el invierno de 1896 abandonó la ciudad y regresó a Nicolaiev y a sus debates socialistas. En la primavera de 1897 y tras una ola de protestas por el suicidio de una presa política en San Petersburgo, anunció su decisión de organizar a los trabajadores de la ciudad. El respaldo de estudiantes y trabajadores permitió fundar la Liga Obrera del Sur de Rusia, nombre tomado de una organización anterior disuelta por la policía en 1875. La Unión creció con rapidez y pronto contó con unas ocho secciones con unos doscientos miembros en una ciudad de unos diez mil trabajadores, en parte gracias a la intensa actividad de Trotski. Este se encargó de la edición del periódico Nuestra causa, instrumento aglutinador de la Liga. Esta mezcla de dedicación revolucionaria y trabajo como periodista y editor caracterizó gran parte de su vida posterior.
El éxito de la organización, sin embargo, atrajo la tardía atención de la policía, que en enero de 1898 arrestó a veintiocho de sus dirigentes, entre ellos a Trotski. Este se había refugiado en la campiña, esperando en vano evitar el arresto, que llegó el 28 de enero. Después de un breve encarcelamiento en Nikoláiev, las autoridades lo enviaron a la prisión de Jersón en régimen de aislamiento en duras condiciones; apenas se lo interrogó y no se lo acusó formalmente. Se lo privó de lectura, ejercicio, calefacción, higiene o contacto exterior. Después de varios meses, en el verano de 1898, se lo trasladó a la cárcel de Odesa, donde pudo tener contacto con otros presos y las condiciones mejoraron. Se entregó a la lectura y amplió sus conocimientos de idiomas leyendo la Biblia en distintas lenguas. Permaneció en esta cárcel hasta finales de 1899. Tras casi dos años en prisión, se lo condenó administrativamente —sin juicio— a otros cuatro de exilio interior en Siberia. Él y los demás sindicalistas condenados pasaron a Moscú, donde permanecieron seis meses en una cárcel de tránsito y donde comenzó a leer obras marxistas, adquirió su entusiasmo por la figura de Ferdinand Lassalle y decidió casarse con su antigua compañera y adversaria en las tertulias socialistas de Nikoláiev, Aleksandra Sokolóvskaya, a pesar de la oposición de su padre, que la consideraba culpable de la conversión revolucionaria de León. La boda tuvo lugar en una celda de la prisión en la primavera de 1900. Tras casi cuatro meses de viaje, la pareja, parte de un gran grupo de deportados, alcanzó la aislada ciudad de Ust-Kut, junto al Lena.

## Exilio siberiano

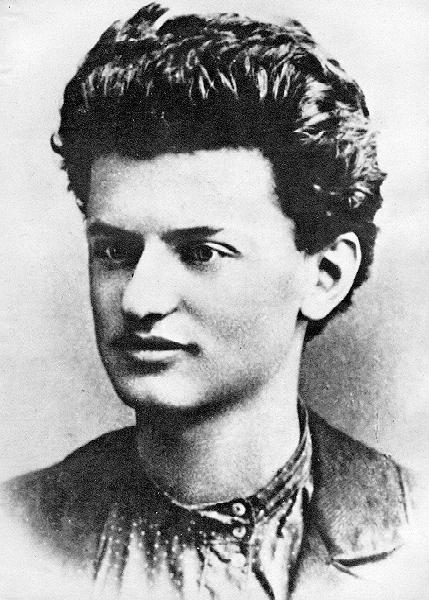
Trotski en 1897, cuando con dieciocho años abandonó sus estudios y comenzó su época de agitador socialista (primero populista) en Odesa que al año siguiente le costó arresto, prisión y deportación a Siberia.

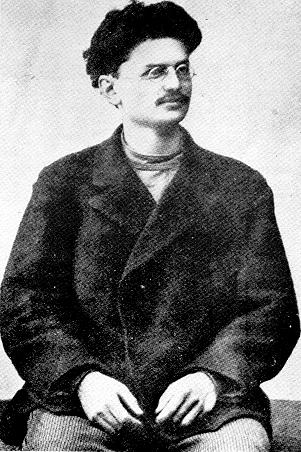
En Siberia en 1900, donde se dedicó a la lectura y a la escritura de artículos que le otorgaron el sobrenombre de «La Pluma».

En la desolada ciudad se dedicó a leer a Marx y a escribir crítica literaria para una publicación de Irkutsk. Lector voraz tanto de novela como de estudios científicos, políticos o religiosos, sus artículos, finalmente prohibidos por las autoridades, trataban temas diversos. Zona de paso de exiliados políticos, allí conoció a Feliks Dzerzhinski y a Moiséi Uritski. Durante sus contactos con otros exiliados políticos, recibió la noticia de la creación del Partido Obrero Socialdemócrata de Rusia (POSDR) en el primer congreso de 1898. En el verano de 1902, recibió un primer ejemplar de Iskra, así como la obra de Lenin ¿Qué hacer?. Fascinado por esta, decidió tratar de unirse a Lenin en su exilio europeo. A pesar de contar ya con dos hijas, Zinaída y Nina —la última de apenas cuatro meses de edad—, Trotski decidió huir en agosto de 1902, con la aquiescencia de Aleksandra —que apenas volvió a verlo pero siempre lo respaldó—. Fugado en un carro de heno y más tarde en ferrocarril, llegó a Irkutsk; viajaba con pasaporte falso, a nombre de Trotski, uno de sus carceleros de Odesa. Llegado a Samara, se unió a los seguidores de Iskra y más tarde pasó por varias ciudades ucranianas camino del exilio, donde Lenin lo esperaba. La organización clandestina del diario logró que cruzase a Austria-Hungría; en Viena el dirigente socialista Víctor Adler le ayudó a trasladarse a Londres —donde se encontraba por entonces Lenin— pasando por Zúrich y París. Llegó a la capital británica en octubre de 1902, donde lo recibió Nadezhda Krúpskaya, que anunció a Lenin la llegada de «La Pluma», sobrenombre que había adquirido en Samara por su actividad literaria.

## Iskray las disputas en el partido
En Londres conoció a Lenin, a Yuli Mártov y a Gueorgui Plejánov, editores del periódico Iskra (La Chispa), en el cual colaboró. Cuatro meses después de su llegada a la capital británica, Lenin propuso al resto de editores la inclusión del joven Trotski como séptimo editor, en parte por su capacidad y en parte para lograr acabar con la continua parálisis de la publicación por las votaciones igualadas entre sus tres editores de mayor edad y los tres más jóvenes. Aunque el resto de editores aceptaron la propuesta, Plejánov se negó en redondo a incluirlo en la junta de editores. Alojado con Vera Zasúlich y Yuli Mártov en Londres y visitante asiduo de Pável Axelrod en Suiza —los tres editores de Iskra—, Trotski estableció estrechos lazos con todos ellos. Sus artículos le otorgaron una reputación formidable y pronto se solicitó su presencia en reuniones de exiliados en otros países de Europa occidental, mientras que otros en la clandestinidad en Rusia pedían su regreso. En realidad, en los primeros meses de exilio su brillante oratoria impresionaba más que sus artículos, considerados demasiado recargados por los editores de Iskra. En una visita a París conoció a la que se convirtió en su segunda esposa, Natalia Sedova, con la que tendría dos hijos.

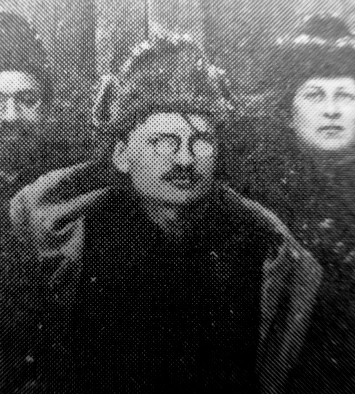
Trotski en 1902.

Durante la primera parte del Segundo Congreso del POSDR, celebrado en Londres en 1903, Trotski coincidió con Lenin pero, en las cuestiones centrales que dividieron los campos entre los revolucionarios encabezados por Lenin y los reformistas, el programa y los estatutos, Trotski se alineó con los mencheviques. El congreso, celebrado con el objetivo de crear un partido unificado a partir de las agrupaciones socialdemócratas rusas, resultó un fracaso: la organización quedó dividida en bolcheviques y mencheviques. Calificó a Lenin como el «jefe del ala reaccionaria del partido» y desorganizador del POSDR. Lo acusó de tratar de crear una organización conspirativa en lugar de un partido obrero, a pesar de las largas explicaciones de Lenin, que no lo convencieron. Según Trotski, las dos corrientes surgidas del congreso en realidad compartían los mismos principios y organización y solo la falta de consideración de Lenin hacia parte de los antiguos editores de Iskra había causado la disputa, que creía perjudicial para el partido y para la clase trabajadora en general.
Trotski criticó con dureza la posición de Lenin sobre la organización del partido, sosteniendo que el «centralismo democrático» por el que la organización debía someterse a las decisiones de la dirección —tomadas democráticamente— podía conducir al control del partido por esta. En septiembre de 1903, participó en una reunión de destacados mencheviques en que se aprobó continuar con el boicoteo al comité central y a Iskra que había comenzado tras el congreso y respaldó la presión para modificar los organismos surgidos del congreso sin abandonar el partido; la presión surtió efecto y poco después Plejánov invitó a los antiguos editores a recobrar sus puestos en Iskra con el objetivo de reconciliar a las corrientes, para disgusto de Lenin, que dimitió. En un artículo de agosto de 1904, afirmó que un partido, como el defendido por Lenin, en el poder conduciría al terror en el que «la organización del partido sustituye al partido en su conjunto, luego el comité central sustituye a la organización y finalmente el dictador sustituye al comité central». Según Trotski, el programa de Lenin daría como resultado un partido de la intelectualidad marxista que sustituiría a la clase obrera en vez de facilitar su participación en su propia liberación; en su lugar, Trotski defendió una organización de amplia base proletaria, como proponía por entonces Axelrod. Su cercanía a los mencheviques, que contenían una corriente cada vez menos revolucionaria y más reformista, fue temporal; ya en 1904, Trotski se alejó de aquellos —primero por su disputa con Plejánov, contrario a que Trotski siguiese escribiendo para Iskra—, aunque no de forma pública, lo que llevó a que se lo considerase miembro de la corriente cuando ya la había abandonado en la práctica. Durante los años siguientes, mantuvo una actitud favorable a la reconciliación entre las dos fracciones del partido, convencido de las escasas diferencias entre ellas y de lo conveniente de mantener un partido unido.

## Parvus, la revolución de 1905 y la revolución permanente
Aislado en el partido, abandonó Suiza y se instaló con Alexander Parvus en Múnich. Parvus, agudo analista político marxista ajeno a las fracciones del partido en Rusia, influyó profundamente en el joven Trotski —doce años menor que él— y junto a él desarrolló la teoría de la revolución permanente. Trotski adoptó también la opinión de Parvus de que los Estados-nación se habían convertido en obsoletos ante la internacionalización de la economía. También influyó en él la visión de Parvus de una Rusia zarista surgida como despotismo asiático burocratizado y dotado de un aparato militar europeizado para resistir la presión del Occidente europeo, más avanzado.

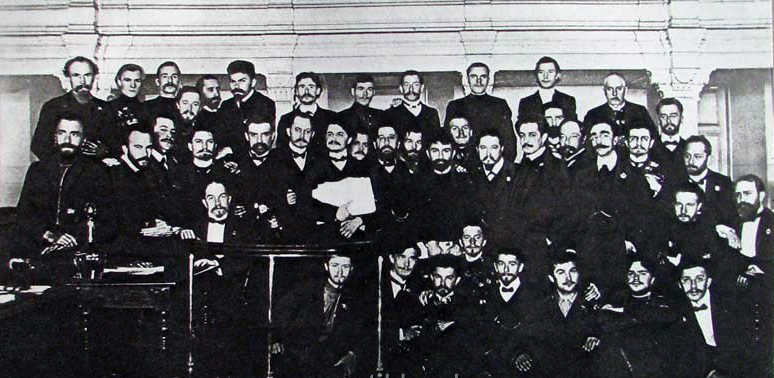
Sóviet de delegados obreros de San Petersburgo. En el centro está Lev Trotski con papeles en la mano. 1905.

Apartado de los principales dirigentes de la socialdemocracia, se apresuró a regresar a Rusia para participar en la Revolución de 1905 a comienzos de año, durante la cual fue uno de los organizadores del primer sóviet (consejo revolucionario), el Sóviet de San Petersburgo, y asumió el papel de dirigente principal. Ayudado por Víctor Adler en Viena, regresó a Rusia tras dos años y medio y se instaló primero en Kiev, donde su esposa se le había adelantado para organizar su regreso, que realizó con pasaporte falso. Pasó varias semanas en la ciudad ucraniana, donde llevó a cabo una intensa agitación política mediante la redacción de artículos, cartas y proclamas, ampliamente difundidas. En primavera se trasladó a la capital. Temiendo ser detenido como lo fue su esposa y enviado a trabajos forzados, en el verano pasó a Finlandia. Desde allí se opuso a la nueva Duma, consultiva y no elegida por sufragio universal, aceptada por los liberales. La noticia de la convocatoria de una huelga general en la capital en octubre, sin embargo, le impelió a regresar a esta.
De la huelga, que se fue extendiendo al país y pasó de centrarse en reivindicaciones puramente económicas a incluir las políticas, surgió el Sóviet de San Petersburgo, organismo creado por delegados de las distintas imprentas donde había comenzado la huelga. Menos de una semana después de su formación, eligió un presidencia, en la que se incluyó a tres delegados bolcheviques, tres mencheviques y otros tantos socialrevolucionarios. Trotski, a pesar de su alejamiento de los mencheviques, ingresó como representante de estos. Favoreció la cooperación entre mencheviques y bolcheviques, actitud que respaldó la organización local menchevique. Aunque la presidencia del organismo se otorgó a un abogado laboralista que no pertenecía a ninguno de los partidos, Trotski se convirtió en el alma política del Sóviet; redactó la mayoría de sus proclamas y mociones y editó su periódico, Izvestia.

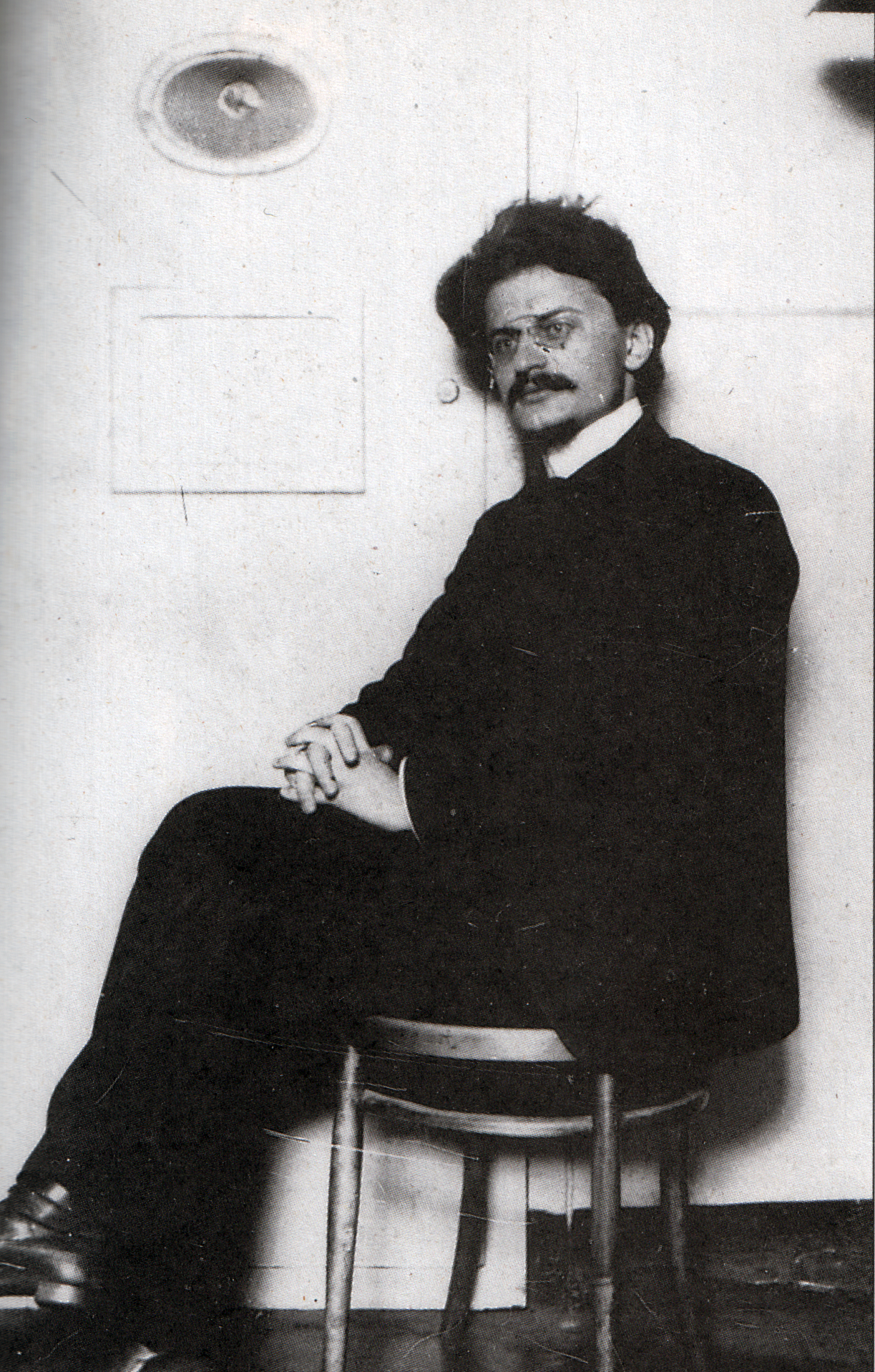
Imagen de Trotski en su celda de la Fortaleza de San Pedro y San Pablo, tras la disolución forzosa del Sóviet de San Petersburgo en diciembre de 1905. Principal dirigente del organismo, sus actividades contra el gobierno zarista lo condujeron al segundo exilio en Siberia.

Junto a Parvus, que regresó a Rusia en octubre, comenzó a publicar el diario Nachalo (El comienzo), publicación teóricamente menchevique pero en realidad difusora de la teoría compartida por ambos de la revolución permanente. Defendió junto a Parvus el papel crucial del proletariado como clase principal de la revolución en caso de triunfo, si bien no aclaró la relación de este con el carácter burgués de la revolución, ni la conjunción de un poder proletario —clase minoritaria en Rusia— con un sistema de gobierno democrático. Crítico con Mártov y lo que consideraba oportunismo y falta de espíritu revolucionario de los mencheviques, se opuso a participar en las elecciones a la primera Duma, creada por las escasas concesiones del Manifiesto de Octubre. Trotski, vicepresidente del Sóviet, era, en realidad, su principal figura, redactor de sus manifiestos y de su boletín, y el orador más prestigioso del momento en la capital. Tras cincuenta días, las tropas disolvieron el Sóviet en diciembre y Trotski fue arrestado mientras presidía una de sus sesiones. Pasó unos diez meses en las prisiones de la capital (primero en Krestý y luego en la Fortaleza de San Pedro y San Pablo) en privilegiadas condiciones a espera de que se lo juzgase. Durante estos meses en prisión, nació su primer hijo varón, Lev. Aprovechó su juicio para defender sus acciones y dar publicidad a la revolución en el resto de Europa; a pesar de su elocuente defensa, se lo condenó en noviembre a exilio perpetuo bajo vigilancia en Siberia. Se envió a los condenados a Obdorsk, en el círculo polar ártico, a casi mil seiscientos kilómetros de una estación de ferrocarril.
Durante esta época de prisión y en el segundo exilio, escribió 1905 (1907) y Resultados y perspectivas, extensión de las ideas expuestas en la primera. En 1905 analizó la situación en Rusia y auguró que el desarrollo capitalista en Rusia acabaría pronto con la autocracia. En la segunda obra, apareció por primera vez la formulación de la revolución permanente, que se considera su principal contribución a la teoría socialista. Fundamentalmente, esta trataba de dar solución al problema de cómo alcanzar el socialismo en una sociedad materialmente atrasada como la rusa. La solución de Trotski rechazaba el largo periodo de desarrollo capitalista que defendían los mencheviques o la dictadura obrero-campesina que propugnaban los bolcheviques para aplicar los profundos cambios democráticos que precederían al socialismo. Se basaba en la alianza del escaso proletariado ruso no con la burguesía, como abogaban los mencheviques, ni con el campesinado, como lo hacían los bolcheviques, sino con los obreros de la Europa occidental; para Trotski, la única manera de que la revolución socialista triunfase en Rusia era el apoyo del proletariado de los países más avanzados económicamente.
Camino de Obdorsk, el convoy de presos se detuvo en el remoto Beriózov, a cientos de kilómetros de cualquier asentamiento ruso. Allí conoció a un médico que le aconsejó fingir ciática para que lo dejasen permanecer en la población y poder fugarse con ayuda de algún campesino local. Decidido finalmente a escapar, logró la ayuda de un conductor de trineo alcohólico que lo condujo durante una semana a través de más de setecientos kilómetros hasta los Urales, en mitad del invierno. A pesar de los rumores que lo situaban en el Ártico, cruzó a Finlandia tras pasar brevemente por la capital rusa. Una vez reunido con la familia en San Petersburgo, pasó a Helsinki, donde lo recibieron otros emigrados rusos como Lenin o Mártov. No regresó a Rusia hasta 1917. Las crónicas de este exilio están plasmadas en su obra de 1907 Viaje de ida y vuelta (Tudá i obratno) traducida recientemente por siglo XXI Editores con el título de La fuga de Siberia en un trineo de renos.

## Nuevo exilio europeo
Escapado de Rusia, asistió al V Congreso del POSDR en Londres en abril de 1907, al que acudieron destacadas figuras socialistas como el escritor Máximo Gorki o la revolucionaria Rosa Luxemburgo, con quien Trotski compartía gran parte de sus posiciones políticas. Favorable a la unidad del partido, rechazó unirse a los bolcheviques de Lenin a pesar de su afinidad en algunos asuntos como el de la necesidad de una alianza entre obreros y campesinos. Más tarde pasó a Alemania en el verano, donde Parvus le ayudó a publicar su historia de la revolución y consiguió publicitar la teoría de la revolución permanente, que recibió el apoyo de destacados socialistas alemanes como Karl Kautsky o Franz Mehring o, algo más tarde, Rosa Luxemburgo. A causa de la negativa de la policía alemana, no pudo instalarse en Berlín como deseaba y se afincó en Viena en el otoño de 1907. Residió en esta ciudad —en un modesto piso en un barrio obrero, con más libros que mobiliario— hasta el estallido de la Primera Guerra Mundial. Para ganarse la vida, escribió para diversos periódicos, legales e ilegales, de distintas ideologías —sus principales ingresos provenían de los artículos que publicaba en un diario liberal ruso—. Sus padres, que contribuían a la educación de sus hijas, lo visitaron en ocasiones. Durante su periodo vienés, conoció a destacados socialistas europeos como Karl Kautsky, Rudolf Hilferding, Karl Renner o Jean Jaurès.
Dedicado a aumentar su cultura con lecturas o visitas por Europa además de asistir a diversas conferencias socialistas, en 1908 nació un nuevo vástago, Serguéi. Los niños, por obligación legal, debían recibir educación religiosa; dado el ateísmo de los progenitores, estos eligieron la luterana. También en 1908, en octubre, comenzó a dirigir Pravda, periódico fundado por un grupo menchevique en Ucrania tres años antes y se encargó de sus distribución clandestina en Rusia. La publicación, siempre en problemas financieros, logró, sin embargo, una notable circulación clandestina en Rusia y atrajo a gran variedad de contribuyentes a sus columnas que más tarde desempeñaron importantes papeles durante el periodo revolucionario y el soviético. En las disputas del partido entre aquellos que deseaban ceñirse a la actividad legal y abandonar toda acción clandestina —los liquidacionistas— y los que rechazaban toda actividad legal y deseaban concentrarse únicamente en la subversión —los otzovistas—, Trotski, al igual que Lenin, adoptó una postura intermedia: contraria a la disolución de las estructuras y actividades clandestinas de la organización pero favorable a aprovechar los métodos legales —como la participación en los sindicatos permitidos o en la Duma— para diseminar el ideal socialista. Dedicado al análisis de la fallida revolución, a la crítica literaria y al periodismo, no realizó nuevas aportaciones significativas a la teoría revolucionaria en la época de reacción en Rusia.
En enero de 1910, pareció que había llegado la reconciliación de fracciones tan ansiada por Trotski en la conferencia de París y el comité central del partido agradeció sus gestiones y su defensa de la unidad que había realizado en Pravda. Semanas más tarde, sin embargo, certificó el fracaso del intento y la vuelta de las rencillas entre mencheviques y bolcheviques. Los primeros se negaron a expulsar a los liquidacionistas de sus filas, arguyendo que se trataba de meros disidentes que el partido debía admitir; a pesar de su cercanía en mucho aspectos con los bolcheviques, Trotski apoyó públicamente a los mencheviques y atacó con dureza a Lenin, que exigía la expulsión como parte del acuerdo de París —había expulsado por su parte a los otzovistas de la fracción bolchevique—. En el verano de 1910, había roto toda relación con el comité central. En el verano de 1911, viajó con Pável Axelrod a Alemania para obtener los fondos del partido, custodiados por tres representantes del SPD, para los mencheviques, intento que resultó infructuoso. En 1912 criticó con vehemencia la conferencia de Praga en la que Lenin, apoyado por Plejánov, proclamó a su fracción como la única del partido; la fundación de un Pravda bolchevique en San Petersburgo aumentó su disgusto.
Buscando sin cesar la reunificación del partido, propugnó la reunión de las distintas fracciones en la conferencia de Viena de agosto de 1912. Aunque los bolcheviques, reforzados en las organizaciones en Rusia, se negaron a participar, sí lo hizo Trotski que, junto con los mencheviques, los radicales bolcheviques expulsados y el Bund formó la «alianza de agosto», de la que se convirtió en portavoz. Se opuso férreamente a la organización de un partido basado en el centralismo democrático, el cual Trotski llamó «una alianza de elementos heterogéneos contra el ala proletaria del partido». A raíz de esto Lenin denunció a Trotski como un traidor al partido, llamándolo el «Judas Trotski». Escaso de fondos, se dedicó al periodismo y viajó en octubre a los Balcanes como corresponsal de un diario de Kiev, donde cubrió las Guerras Balcánicas y conoció a algunos destacados socialistas de la región, como el médico y lingüista rumano Christian Rakovski, con el que entabló duradera amistad. Fundó un grupo llamado Mezhrayontsy (literalmente el "interdistrito de San Petersburgo") con varios dirigentes socialistas: Adolf Joffe, David Riazánov, Anatoli Lunacharski, Mijaíl Pokrovski y otros futuros dirigentes de la Revolución de octubre, que en 1913 (año de la formación del grupo), no eran ni bolcheviques ni mencheviques, como él.

## La guerra mundial
Al estallar la Primera Guerra Mundial, que las formaciones socialistas no solo fueron incapaces de detener, sino que respaldaron mayoritariamente mediante su apoyo a los créditos de guerra en los distintos Parlamentos de Europa occidental, Trotski se encontraba en Viena con Víctor Adler. Temiendo ser detenido inmediatamente como ciudadano de una nación enemiga, huyó inmediatamente a Suiza en tren. Los primeros meses de la guerra los pasó en París —a donde partió en noviembre—, deprimido por el fracaso socialista en detener el conflicto. El respaldo de los socialdemócratas alemanes a su Gobierno resultaba especialmente inesperado y Trotski lo criticó con dureza en la obra que escribió en sus dos meses en Zúrich. Durante la contienda, siguió abogando por la reunificación de las fracciones socialdemócratas, aunque se encontraba cada vez más cercano a las posiciones bolcheviques. Su actitud hacia la guerra era intermedia entre el pacifismo de Mártov —con quien publicó Golos (La voz) y más tarde Nashe Slovo (Nuestra palabra)— y la defensa de la conversión de la guerra mundial en una guerra civil de Lenin.
Su posición, más conciliatoria que la de Lenin hacia los partidos socialistas que habían respaldado a sus Gobiernos en el conflicto, acabó por prevalecer en la diminuta reunión socialista en Zimmerwald, de la que redactó las vagas conclusiones. En Francia se dedicó a participar en la publicación de Mártov —alabada por Lenin a pesar de las antiguas rencillas entre ambos pero clausurada por la censura en enero de 1915—, a su labor oficial como reportero de un diario ruso —favorable a la contienda y en el que tuvo que escribir con cautela— y a acudir a reuniones de organizaciones pacifistas. Expresó su rechazo a resucitar la Segunda Internacional y abogó por la creación de una nueva y su convencimiento que la única alternativa a una guerra permanente era la revolución proletaria. Pronto, sin embargo, resurgieron las diferencias con los mencheviques, de los que Trotski se distanció definitivamente en febrero de 1915 y su dolorosa ruptura con Parvus, por entonces decidido partidario de los Hohenzollern. El defensismo de antiguas figuras del partido como Vera Zasúlich, Lev Deutsch (o Deich) o Plejánov lo fue acercando a los bolcheviques, a los que consideraba cada vez más el único grupo importante que había conservado el internacionalismo socialista de antes de la guerra. Este acercamiento paulatino condujo a la ruptura con Mártov, que abandonó el periódico que editaban en común.

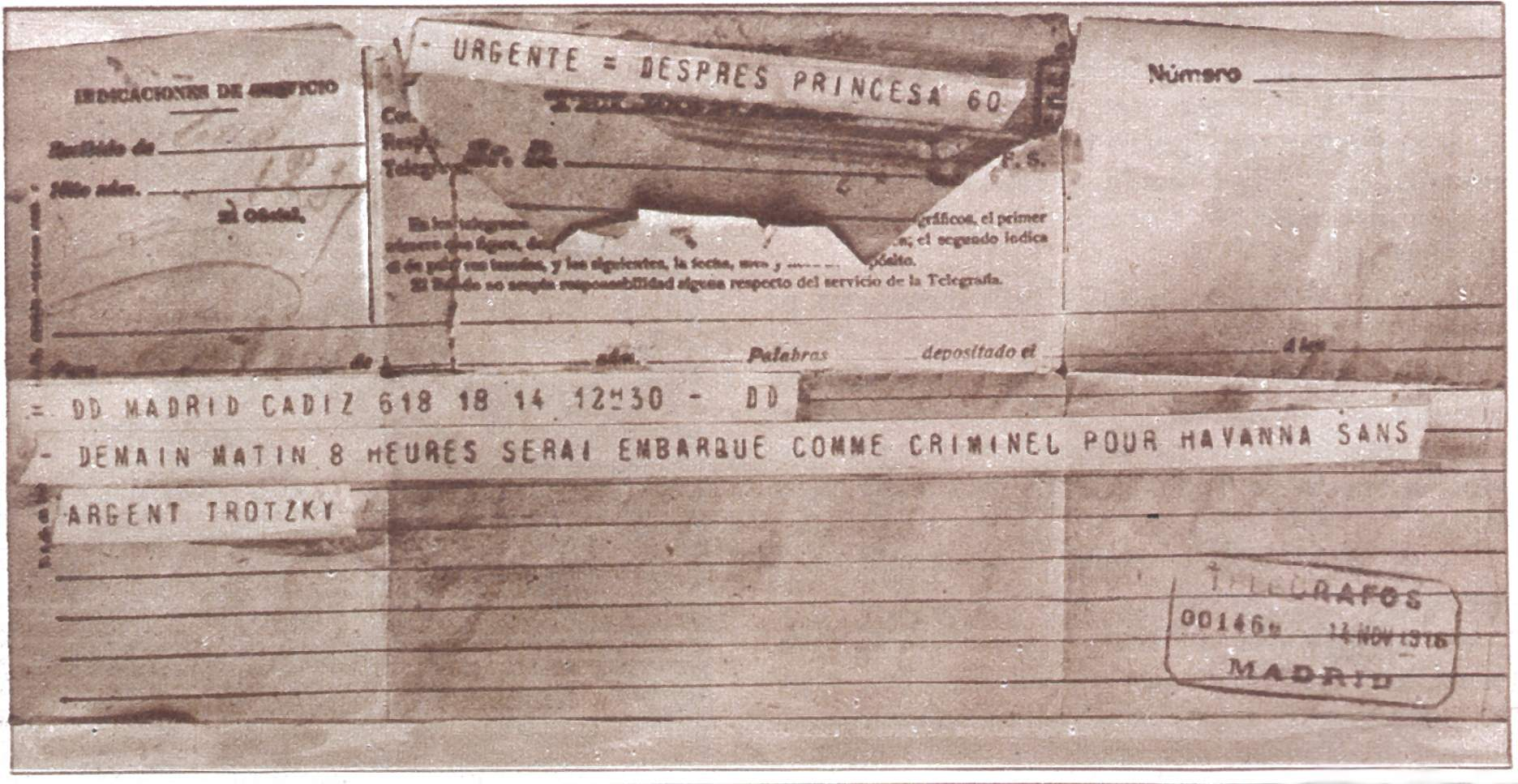
Telegrama en el que alerta de su inminente deportación de España a América en 1916.

En el otoño de 1916, las autoridades francesas lo expulsaron de su territorio. Deportado a España, Trotski, vivió en Madrid unos cuatro meses y las autoridades españolas volvieron a detenerlo temiendo su actividad. Logró permiso para que su familia se reuniese con él y tomar un barco para Estados Unidos en Barcelona. Se instaló en un piso barato del Bronx neoyorquino. Llegó a la ciudad en enero de 1917, donde se unió al equipo editorial de Novy Mir (El nuevo mundo), dirigido en la práctica por Nikolái Bujarin. Ambos se enfrentaron en una disputa por la táctica correcta de la corriente izquierdista de los socialistas estadounidenses: mientras Bujarin defendía su separación del resto y la formación de un partido separado, Trotski abogaba porqué se mantuviesen en el Partido Socialista de América y lograsen su radicalización. El enfrentamiento político no conllevó un alejamiento personal, situación característica en las relaciones de Bujarin. Recorrió diversas ciudades estadounidenses dando conferencias. A finales de marzo y tras el estallido de la Revolución de Febrero en Rusia, Trotski abandonó los Estados Unidos camino de Rusia. Antes, ya había criticado el programa imperialista del nuevo Gobierno provisional y el apoyo que el Sóviet de Petrogrado le había concedido. Con gran agudeza, apuntó la importancia de la cuestión agraria como fundamental para la revolución:

Las masas campesinas se alzarán en los pueblos y, sin esperar a la decisión de la Asamblea constituyente, comenzarán a expulsar a los terratenientes de sus haciendas. Todos los esfuerzos para acabar con la guerra de clases... fracasarán.

Convencido de la inminencia de la extensión de la revolución por el resto de Europa, se opuso al defensismo revolucionario. Para Trotski, la revolución en Rusia solo era el primer paso de la revolución europea. A pesar de contar con documentación en regla, los británicos lo detuvieron en Halifax según las instrucciones del nuevo Gobierno ruso y lo enviaron a un campo de prisioneros alemán, donde se dedicó, para disgusto de las autoridades militares británicas y los propios oficiales alemanes, a agitar a la tropa contra la guerra. Las protestas en Rusia al conocerse su arresto causaron que se lo liberase tres semanas más tarde, el 29 de abril.

## La revolución de 1917

### El periodo interrevolucionario

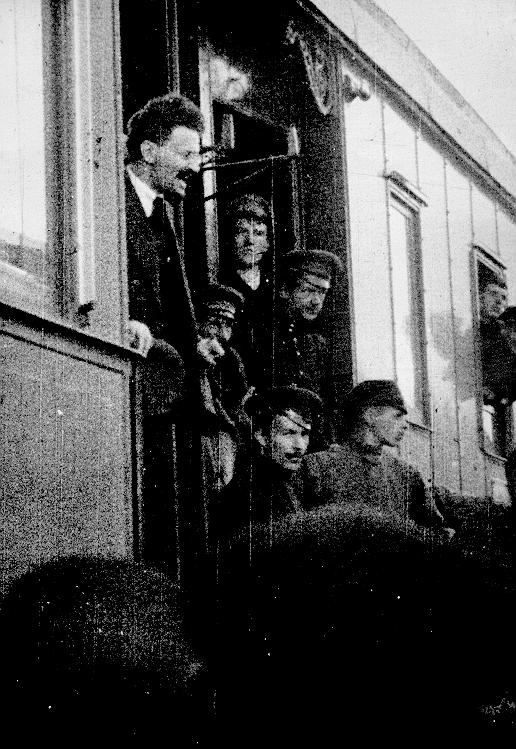
Llegada a Petrogrado en mayo de 1917. Cada vez más cercano al partido bolchevique, ingresó en él formalmente durante el verano.

Tras varias semanas más de travesía, la familia alcanzó Suecia y más tarde Finlandia, desde donde viajó a Petrogrado, que alcanzó el 4 de mayojul./ 17 de mayo de 1917greg.. Una multitud lo recibió en la Estación Finlyandsky, ante la que reclamó una segunda revolución. Recién llegado a la capital, se lo admitió como miembro sin derecho a voto del comité ejecutivo central del Sóviet de Petrogrado, a pesar de las dudas de los mencheviques y socialrevolucionarios, que desconocían con exactitud su posición política. Para entonces, había abandonado su anterior ambición de reunir las fracciones del partido y rechazó todo acuerdo con los que apoyaban la continuación de la guerra.
Asumió el control de la Organización Socialdemócrata Interdistrital —agrupación temporal de socialdemócratas internacionalistas que no pertenecían a las dos corrientes principales— e ingresó en el Sóviet de Petrogrado. Al principio, criticó con cierta cautela la coalición entre socialistas y burgueses en el Gobierno provisional. Coincidió con Lenin en la necesidad de una segunda insurrección que acabase con el Gobierno provisional, que consideraba representante de los intereses de las clases acomodadas, y mantuvo su convicción de la necesidad de que la revolución se extendiese por Europa para que sobreviviese en Rusia. En mayo fracasó un primer intento de ingreso en el partido bolchevique, a pesar de la gran cercanía en las posiciones entre Trotski y su grupo y el partido de Lenin, debido a las mínimas diferencias entre ambos grupos.

Se convirtió pronto, junto con Anatoli Lunacharski, en el más popular orador de la corriente más izquierdista del Sóviet de Petrogrado y asistió a innumerables reuniones y mítines. Recabó especial simpatía de los marinos de la cercana base naval de Kronstadt y se dirigía a enormes multitudes de masas casi cada noche en el Cirque Moderne de Petrogrado. En el Primer Congreso de los Sóviets de principios del verano, abogó en vano, como los delegados bolcheviques, por abandonar la coalición gubernamental y formar un Consejo de Ministros exclusivamente socialista. Participó en las Jornadas de Julio, en las que rescató al ministro de Agricultura socialrevolucionario Víctor Chernov, retenido por los manifestantes. Tras el fracaso del intento de entregar el poder al Sóviet de Petrogrado y con represión gubernamental de los bolcheviques, defendió a estos y retó al Gobierno a detenerlo. Acusado por el nuevo Gobierno de Kérenski de haber regresado junto a Lenin a través de Alemania y de pertenecer al partido bolchevique, se lo envió a la prisión de Krestý, donde ya había estado encerrado tras el aplastamiento de la Revolución de 1905.

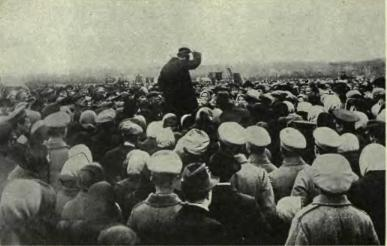
Vehemente discurso en Petrogrado durante el periodo interrevolucionario.

Ante la nueva cercanía de las posiciones de los bolcheviques y los miembros del Comité Interdistrito, estos decidieron ingresar en el partido de Lenin, en el que tuvieron un papel destacado. Trotski pasó a formar parte del comité central bolchevique. El Gobierno lo liberó el 4 de septiembrejul./ 17 de septiembregreg., tras el fracaso del golpe de Kornílov, desbaratado gracias a la ayuda del Sóviet y, en especial, de la izquierda radical y los bolcheviques, que recuperaron el apoyo perdido en julio. Se convirtió entonces en un popular orador, habitual del Circo Moderno de Petrogrado, el representante más conocido del bolchevismo. El 23 de septiembrejul./ 6 de octubregreg., se lo eligió para presidir el Sóviet de Petrogrado.
De esta forma se apartaba de su anterior neutralidad durante el exilio implicándose directamente con los bolcheviques en el proceso revolucionario. Gracias a su poderosa oratoria, alcanzó una enorme popularidad que le permitió llegar a formar parte del Comité Central del partido bolchevique, en el que había ingresado en julio. En el otoño, Trotski apoyó totalmente la postura de Lenin en cuanto a la necesidad de derrocar al Gobierno provisional surgido de la Revolución de Febrero, encabezado desde el verano por el socialista moderado Aleksandr Kérenski. A diferencia de Lenin, sin embargo, abogó por presentar el enfrentamiento con el Gobierno no como una insurrección del partido, sino como una acción del inminente Congreso de los Sóviets del otoño. Así, sus esfuerzos se dirigieron a recabar apoyos para el movimiento bolchevique para el alzamiento previsto. Al tener Lenin que ocultarse, Trotski asumió la jefatura del Comité Militar Revolucionario, puesto desde el cual aportó al triunfo de la Revolución de Octubre.

### Defensa de Petrogrado y comisario de Asuntos Exteriores

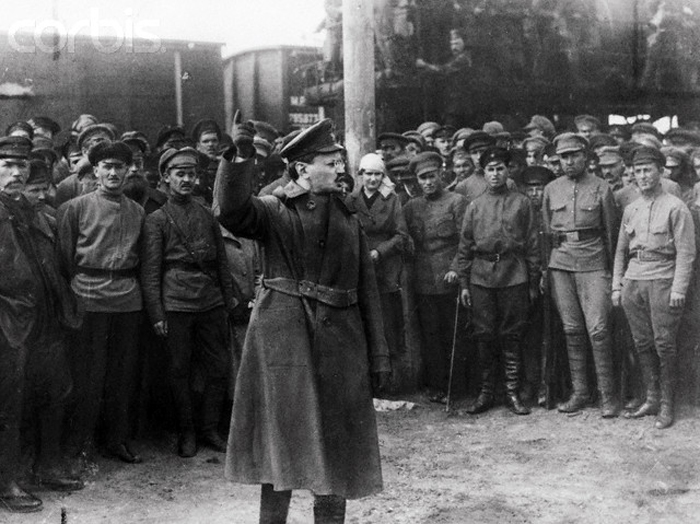
Trotski dirigiéndose a la Guardia Roja.

Tras la Revolución de Octubre, Lenin propuso otorgarle la presidencia del nuevo gobierno, el Sovnarkom, puesto que rechazó por su origen judío, que la oposición podía utilizar para desprestigiarlo; esta posición contó con el respaldo de Yákov Sverdlov, también de origen judío. Rechazó asimismo el cargo de comisario de Interior, demasiado cansado por los acontecimientos del otoño, aunque no opuesto a la represión que conllevaba el cargo; aceptó el de comisario de Asuntos Exteriores, propuesto por el mismo Sverdlov. Trotski confiaba erróneamente en poder limitar la diplomacia del nuevo Gobierno a unas cuantas proclamas revolucionarias que extenderían la revolución al resto de Europa.
Antes de poder dedicarse a las tareas de su comisaría, empero, tuvo que ocuparse apresuradamente de la defensa de la capital, amenazada por el levantamiento Kérenski-Krasnov, como presidente del Comité Militar Revolucionario de Petrogrado. A pesar de la escasez de tropas a su disposición por la renuencia de la mayoría de la guarnición a combatir, logró rechazar la ofensiva contra la capital. Para ello puso en marcha un sistema que más tarde empleó en la guerra civil: el uso de antiguos oficiales zaristas, a menudo desafectos en las operaciones militares, pero siempre bajo el control del Gobierno. La medida era necesaria, en su opinión, ante la bisoñez de los bocheviques en operaciones militares.

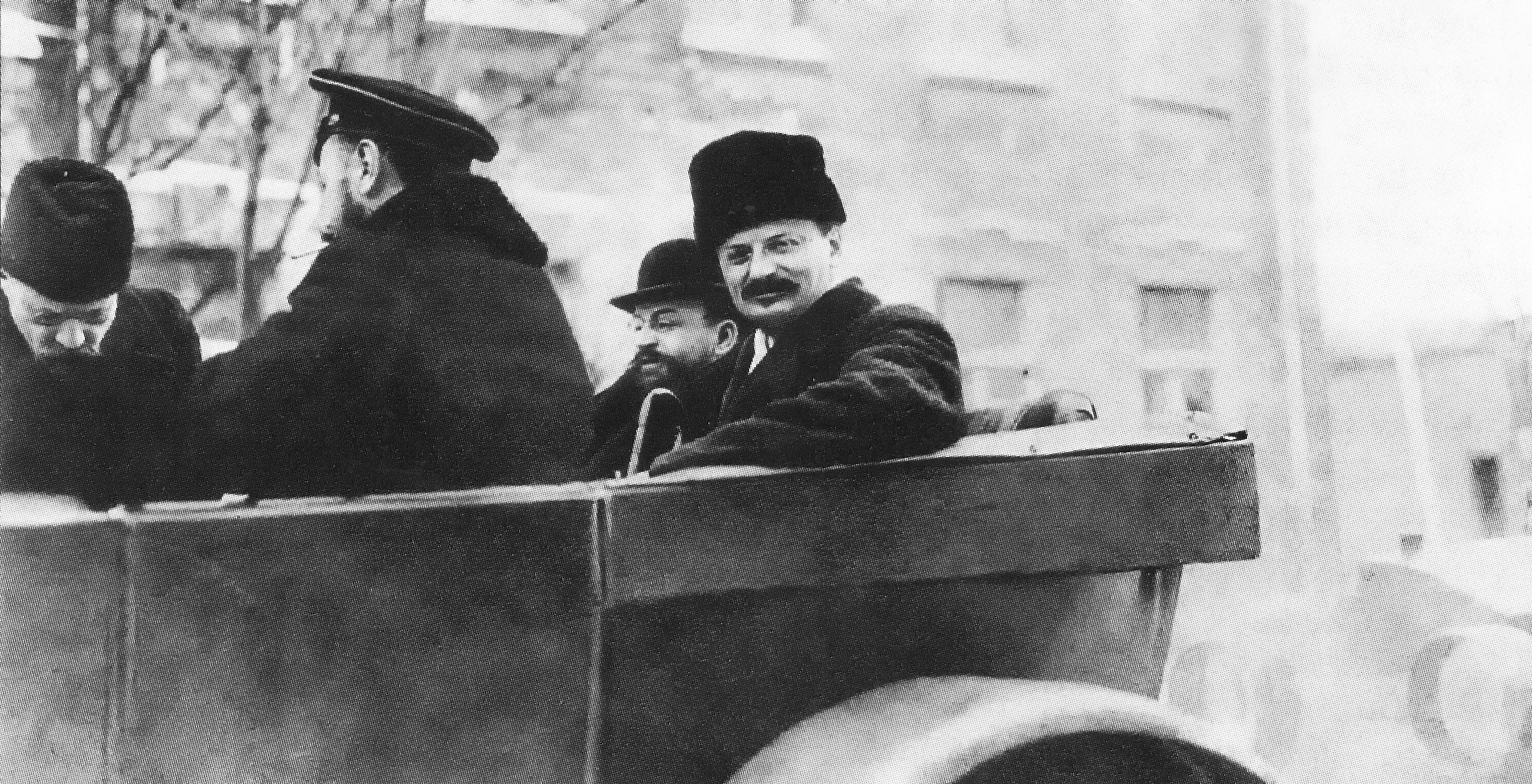
Junto a Adolf Iofe en las fallidas negociaciones de paz de Brest-Litovsk en las que fracasó su intento de abandonar la guerra sin firmar la paz con los Imperios Centrales.

Junto a Lenin, fue uno de los principales opositores a la formación de un Gobierno socialista de coalición con los partidos que habían cooperado con los kadetes. Defendía la idea de un Gobierno que fuese exclusivamente bolchevique o en el que, al menos, estos contasen con la mayoría. No deseaba, sin embargo, acabar con los mencheviques y socialrevolucionarios, liberó pronto a los ministros del Gobierno provisional y, junto con el resto del Gobierno, mantuvo sus puestos en el Comité Ejecutivo Central Panruso (VTsIK) por si regresaban a las instituciones.
Aunque había ingresado recientemente en el partido, a finales de 1917 Trotski era ya una de sus figuras principales. Junto con Vladímir Ilich Uliánov (alias Lenin), Iósif Stalin y Yákov Sverdlov, formaba la «oficina del comité central», un organismo interno en sesión permanente que reunía a un reducido grupo de miembros del comité central bolchevique. Cuando se formó la coalición de Gobierno con los Socialrevolucionarios de izquierda en diciembre, se creó un organismo similar que reunía a ciertos comisarios del Sovnarkom; los miembros bolcheviques eran Trotski, Lenin y Stalin. Junto con Lenin, se convirtió en la primera autoridad del partido en ideología y estrategia, mientras que Stalin y Sverdlov eran los organizadores del partido. A pesar de la confianza, respeto, cordialidad y acuerdo en los asuntos principales con Lenin, su relación con este no era de cercanía personal. Sus caracteres eran diferentes en algunos aspectos: Trotski era más apasionado, más inclinado a trabajar en solitario y menos cooperativo.
Enviado a negociar con los Imperios Centrales con el objetivo de alargar las conversaciones para dar tiempo al esperado estallido de la revolución en Europa, su oratoria y habilidad negociadora no pudieron evitar que aquellos impusiesen duras condiciones para detener su avance. Los Imperios habían confiado en imponer una dura paz rápidamente que les permitiese desplazar el grueso de sus unidades el frente occidental. Trotski se declaró partidario, al contrario que el grueso del partido —aparentemente favorable a oponerse por las armas a los Imperios antes que aceptar las condiciones exigidas— y el propio Lenin —dispuesto a aceptarlas para salvar la revolución en Rusia y ganar tiempo para que esta se extendiese por Europa—, de abandonar la contienda sin firmar la paz. El gesto resultó un fracaso; los Imperios no dejaron de avanzar y el Gobierno soviético tuvo que apresurarse a aceptar las condiciones que antes había rechazado, pero tras haber perdido mayores territorios. Trotski dimitió como comisario de Asuntos Exteriores y el Tratado de Brest-Litovsk acabó firmándolo un representante de bajo rango.

## El Ejército Rojo y la guerra civil

### La creación del Ejército Rojo

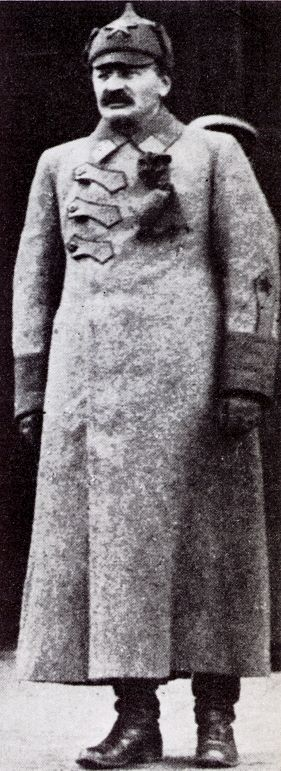
León Trotski en uniforme del Ejército Rojo.

Nombrado entonces comisario del pueblo para la Defensa y presidente de la Junta Suprema de Defensa a pesar de su nula experiencia militar (14 de marzo), sus iniciativas lograron formar un nuevo ejército regular y salvar al Gobierno soviético, cada vez más amenazado por la crisis económica, la oposición interna y la intervención extranjera. Entonces, en marzo de 1918, el Sovnarkom apenas contaba con una división regular —la de fusileros letones—, unos pocos miles de guardias rojos, algunas bandas de milicianos entusiastas pero sin instrucción militar y algunos destacamentos del viejo ejército zarista que las autoridades decidieron desbandar por su escasa utilidad militar. Dos años y medio más tarde, el Ejército Rojo contaba con cinco millones de hombres. Trotski se tuvo que enfrentar tanto a la hostilidad de la población hacia el Ejército y la guerra, que hasta entonces los propios bolcheviques habían fomentado, como a la gran desorganización interna; aunque se había proclamado la creación de un nuevo Ejército de voluntarios en enero, la comisaría carecía completamente de la infraestructura para reclutarlo, adiestrarlo y mandarlo, que comenzó a crearse tardíamente en abril.
Movilizó a la Guardia Roja e impuso el uso de oficiales zaristas —tres cuartos de la oficialidad y de la administración militar en 1918—, supervisados por comisarios políticos y amenazados por posibles represalias contra sus familias, tomadas como rehenes para garantizar su fidelidad. La estructura de comisarios, anteriormente limitada a los mandos superiores del Ejército, se extendió. Se aclararon además las responsabilidades de comisarios y oficiales, aunque no se pudo evitar los roces entre los dos grupos, entre los que Trotski tuvo que tratar de guardar el equilibrio. No descuidó, sin embargo, la creación de un nuevo cuerpo de oficiales, formado principalmente a partir de los suboficiales del antiguo ejército zarista; al final de la guerra civil, solo un tercio de los mandos eran antiguos oficiales zaristas, el resto eran nuevos oficiales surgidos de las filas, algunos de estos los futuros mariscales que combatieron en la Segunda Guerra Mundial. En el verano de 1918, ordenó levas que aumentaron notablemente el tamaño del nuevo ejército. Primero se realizaron entre el proletariado, urbano, más tarde se incluyó a los campesinos, menos fiables y más dados a la deserción. Trató además de mantener la disciplina mediante el uso de medidas draconianas, como la de diezmar a las unidades desobedientes o desertoras. En junio de 1918, fue el principal testigo en el juicio político, celebrado sin garantías, del almirante Alekséi Shchastni, acusado de sabotaje y traición; condenado y ejecutado, el juicio sirvió de advertencia a los oficiales al servicio del Gobierno bolchevique. Insistió además en disolver las unidades de voluntarios y guerrilleros, que consideraba de escasa utilidad militar, y en concentrarse en la formación de unidades regulares subordinadas a un mando centralizado, lo que en algunos casos produjo conflictos con bandas partisanas, como las anarquistas de Néstor Majnó.
Partidario teórico del sistema de milicias populares y de la elección de oficiales —que el partido en su conjunto aprobó en varios congresos durante la guerra civil—, prescindió de ambos en la formación del nuevo ejército ya que consideró que las condiciones rusas no permitían su aplicación, aunque defendió su implantación futura, cuando se diese el suficiente grado de industrialización, mejora de los sistemas de comunicación y educación de la población.
Puntilloso, ordenado y extremadamente exigente, desbordante de energía era, sin embargo, poco atento con sus colaboradores, lo que favorecía que se hallase en una cierta soledad.

### Las campañas

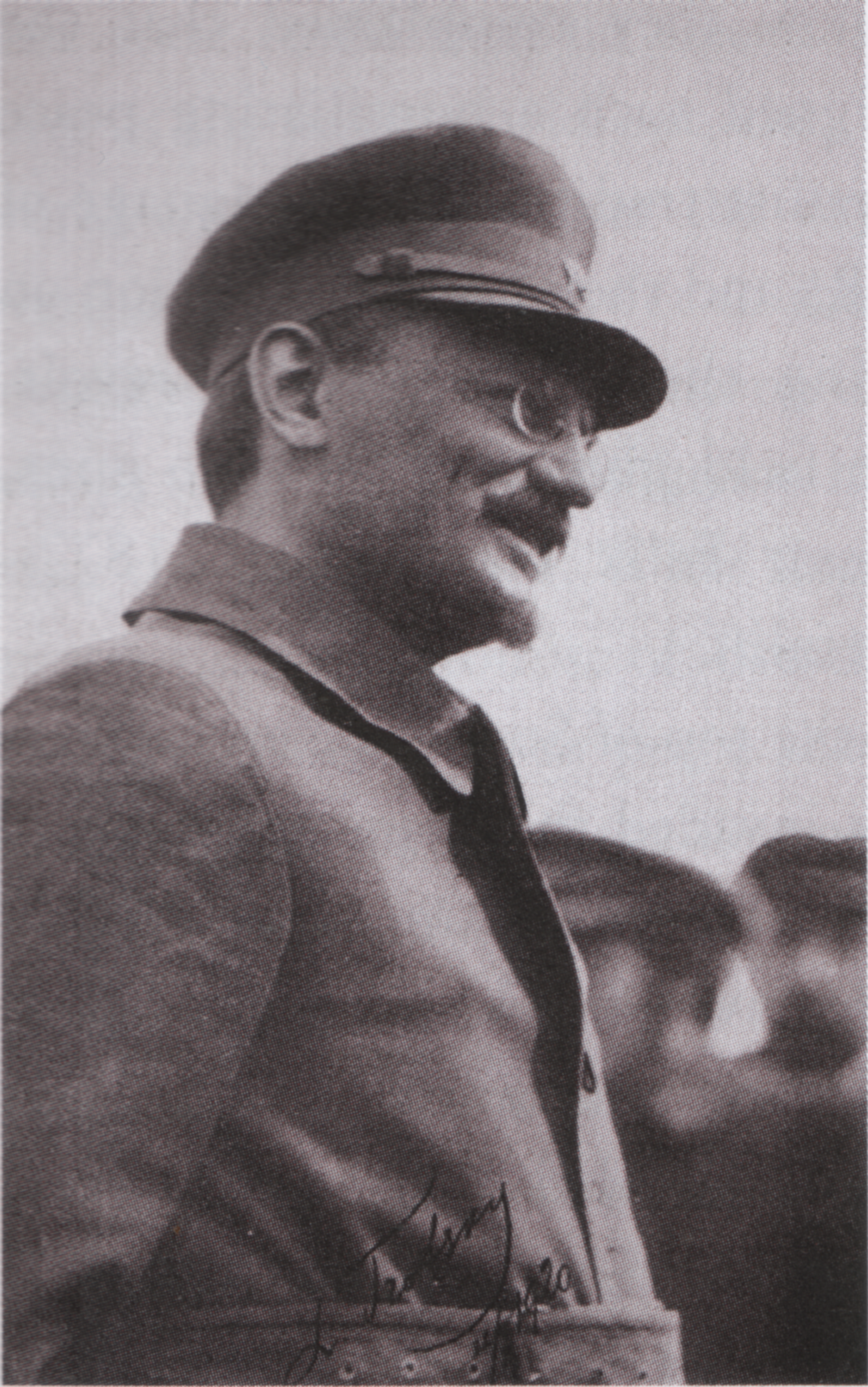
En el frente en 1918. Al asumir la Comisaría de Defensa, los bolcheviques apenas contaban con fuerzas armadas. Dos años y medio más tarde, el Ejército Rojo contaba con cinco millones de soldados.

La primera crisis grave tuvo lugar en agosto de 1918, cuando las tropas checoslovacas que se habían alzado y apoyaban al Komuch tomaron Kazán, la última gran ciudad a lo largo del Volga que protegía Moscú. Con el Gobierno en peligro, Trotski marchó al frente dos días más tarde, el 8 de agosto, en el tren en el que pasó gran parte de los dos años y medio siguientes. A pesar de la crítica situación en las líneas bolcheviques, logró sostener el frente con una mezcla de medidas para aumentar el ánimo de las tropas y duros castigos, la mejora de la coordinación de la defensa; consiguió retomar la estratégica Kazán semanas más tarde. Forjó además estrechos lazos con los veteranos del 5.º Ejército que habían librado la campaña y que se convirtieron en el contrapeso al grupo del 10.º Ejército con sede en Tsaritsyn, cercano a Stalin. A comienzos de octubre, los bolcheviques habían logrado recuperar el dominio del Volga y frustrado la amenaza a Moscú. De vuelta en Moscú a finales de septiembre, convirtió la Junta Suprema de Defensa en el Sóviet Militar Revolucionario, responsable a partir de entonces de los asuntos militares y al que se subordinaban los de los catorce ejércitos, formados por sus comandantes y algunos de sus comisarios políticos. La gestión ordinaria del Sóviet quedó en manos del lugarteniente de Trotski, E. M. Sklianski, y en él ingresaron gran parte de los principales mandos de la campaña del Volga.
Bien protegido y pertrechado de radio, telégrafo y más tarde de aviones y automóviles, Trotski se desplazaba en su tren blindado de un punto a otro del frente, en el que llegó a recorrer decenas de miles de kilómetros durante la guerra. Acompañado a menudo por periodistas, daba la impresión de ser un comandante militar todopoderoso.
La siguiente crisis a la que se tuvo que enfrentar Trotski fue a la subordinación del 10.º Ejército, mandado por Kliment Voroshílov, que contaba con el respaldo de Stalin —comisario político del frente sur por elección del propio Trotski— y que se encontraba en constante roce con el mando militar central. En octubre reformó por completo el mando del frente sur, exigiendo el sometimiento de Voroshílov a un general zarista que debía dirigir las operaciones de todo el frente meridional y relevando a Stalin. A pesar de estas medidas, el conflicto entre los mandos de Tsaritsyn y el grupo de Trotski en el Sóviet Militar Revolucionario continuó. A comienzos del invierno, este logró el traslado de Voroshílov a Ucrania, pero esto no evitó que continuasen los choques entre Trotski y el grupo formado en torno al mando del 10.º Ejército; a finales de diciembre, el Pravda, con Nikolái Bujarin como redactor, publicó un informe muy crítico con Trotski, elaborado por un oficial de Voroshílov. Fundamentalmente, la «oposición militar» a Trotski lo acusaba de apoyarse en exceso en los antiguos oficiales zaristas y de maltratar a los comisarios, a menudo miembros del partido, llegando incluso a ajusticiar a algunos de ellos. En marzo de 1919, no pudo acudir al VIII Congreso del partido, en el que se trató la política militar, dado que había marchado de nuevo al frente para intentar detener los avances de Kolchak. La posición de Trotski, criticada por los «comunistas de izquierda» que deseaban subordinar a los oficiales a los comisarios políticos y por los cercanos a Voroshílov, resultó vencedora tras la intervención favorable de Lenin, aunque no sin que el congreso aprobase algunas medidas de control que parecieron confirmar algunas de las críticas de la oposición. La oposición política a Trotski, reunida en torno a Stalin y Zinóviev, persistió.
Pasó dos meses de la primavera de 1919 organizando la reacción al avance de Kolchak hacia Moscú. Durante esta campaña, las fuerzas soviéticas crecieron notablemente, del medio millón al millón y medio de hombres y los sindicatos enviaron a filas a la mitad de sus miembros para robustecer el frente. A pesar de que desde finales de abril los soviéticos habían comenzado a contraatacar, la campaña no acabó sin una disputa entre el comandante en jefe del ejército, Ioachim Vatsetis y el del frente oriental, Serguéi Kámenev en la que Trotski se vio involucrado. Kámenev deseaba aprovechar la derrota de Kolchak para perseguirlo hasta Siberia y eliminar sus fuerzas por completo; Vatsetis suponía que el almirante contaba con fuerzas notables en su retaguardia y vetó el plan, con el objetivo de transferir el grueso de las fuerzas de Kámenev al frente sur, y obtuvo el respaldo de Trotski, más preocupado por los avances de Denikin en el frente sur. Este destituyó a Kámenev que, sin embargo y gracias al apoyo tanto de los comisarios del frente como de Stalin y más tarde Lenin, logró recuperar el mando, llevar a cabo la ofensiva planeada y aplastar a Kolchak, triunfo que la oposición a Trotski utilizó en su contra.
Para entonces Trotski se había trasladado al frente sur, la nueva amenaza por el fácil avance de las fuerzas de Denikin. Intentó al tiempo reorganizar las fuerzas en Ucrania, formadas principalmente por partisanos, voluntarios y guardias rojos, de imponer de nuevo un modelo de ejército regular, sin éxito. La hostilidad de la población, las malas condiciones de las fuerzas disponibles y la falta de colaboración de Moscú frustraron los intentos de reforma. De vuelta en Moscú en julio tuvo que enfrentarse de nuevo a duras críticas de la oposición, tanto por su error respecto a Kolchak como por su fracaso en Ucrania; Stalin, que acababa de dirigir con éxito la defensa de Petrogrado frente al Ejército del Noroeste, exigía el relevo de Vatsetis por Kámenev, el vencedor de Kolchak. El 3 de julio, el comité central aceptó la propuesta de Stalin, relevó a Vatsetis con honores y nombró en su lugar a Kámenev; ese no fue el único revés sufrido por Trotski, ya que el comité central decidió además reformar el Sóviet Militar Revolucionario, eliminar a sus partidarios e incluir en él a los comisarios del frente oriental que habían respaldado a Kámenev. Trotski reaccionó dimitiendo inmediatamente del politburó, de la Comisaría de Defensa y del Sóviet Militar Revolucionario. Alarmado, el comité central rechazó la dimisión y Lenin le otorgó plenos poderes respecto a las órdenes militares.

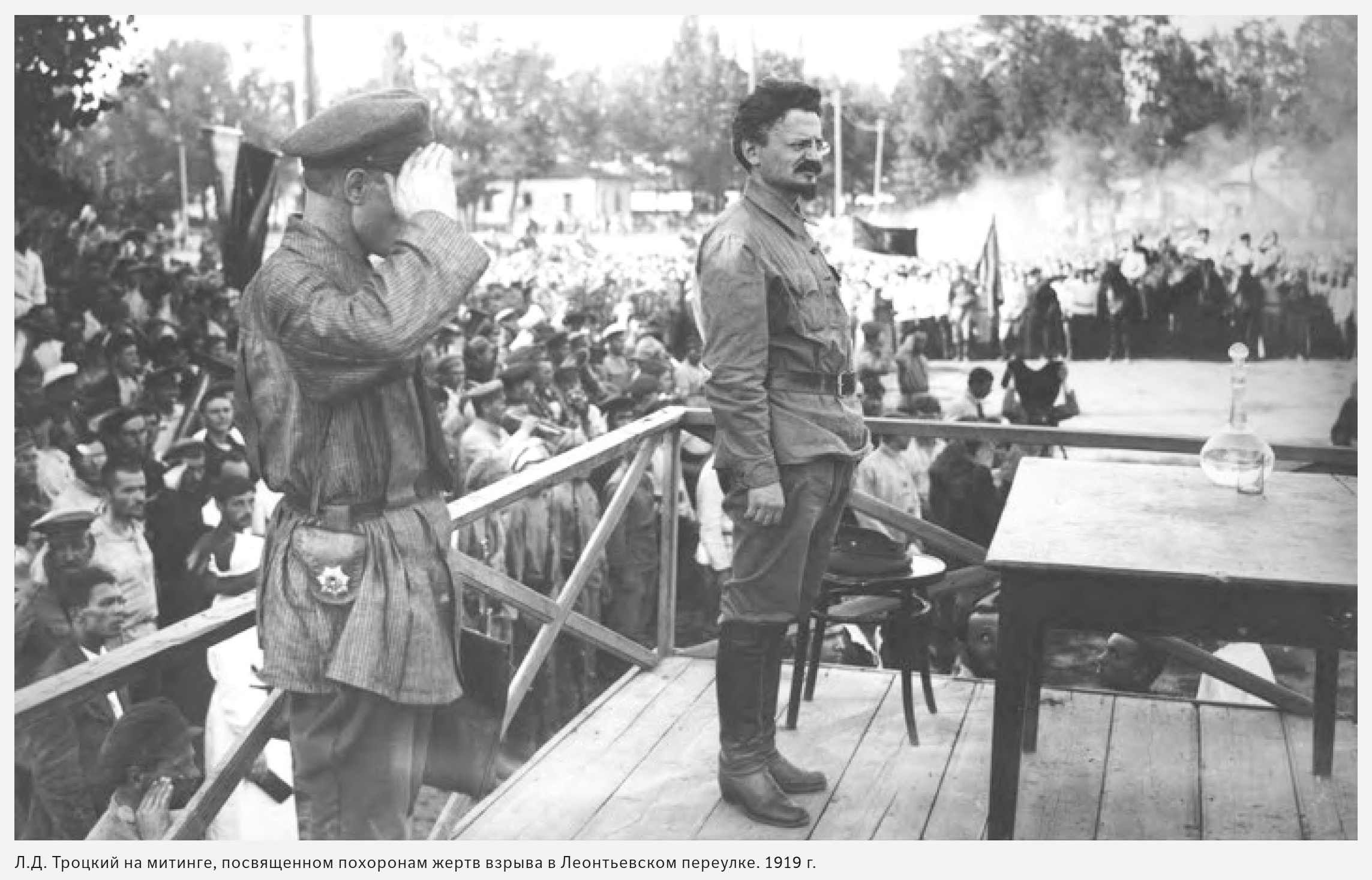
Trotski en Moscú en septiembre de 1919, poco antes de dirigir con éxito la defensa de Petrogrado de las fuerzas del general Yudénich.

Aunque Trotski continuó al mando de las operaciones militares, pronto tuvo que enfrentarse de nuevo a Kámenev sobre el plan de contraataque a Denikin. El politburó finalmente eligió el plan de Kámenev, que consistía en un ataque al flanco oriental de Denikin. Trotski regresó al frente sur, donde se lo informó del arresto pasajero de Vatsetis, posiblemente un nuevo ataque indirecto a Trotski. En Ucrania nuevamente fue incapaz de enderezar la situación, sin apenas apoyo de Moscú, que concentraba sus fuerzas en el ataque previsto a Denikin desde el este. Con el avance en el sector central de frente, Trotski reiteró una y otra vez en vano la necesidad de cambiar el plan aprobado inicialmente, hasta que la falta de avances en el Don y la gravedad de la situación forzó el cambio, aceptado incluso por el propio Stalin. Amenazadas a un tiempo Petrogrado y Moscú y con el politburó contemplando la posibilidad de abandonar la primera para concentrar todas las fuerzas en la defensa de la segunda, Trotski se ofreció a acudir a la antigua capital para dirigir su defensa; la caída de la cuna de la Revolución de Octubre podía, en su opinión, tener efectos desastrosos para la moral de las tropas. Con el apoyo de Stalin, que partió al frente sur, el politburó aprobó los decretos de movilización total presentados por Trotski. En Petrogrado, recibió finalmente la aprobación del politburó a sus planes de defensa, que incluían el combate urbano, si no era posible impedir la entrada a la ciudad a las fuerzas de Yudénich. Su presencia sirvió de catalizador de la reorganización de la defensa de la urbe. Una semana después de su llegada a la ciudad, los defensores contraatacaron y desbarataron a las unidades de Yudénich. Coincidiendo con el aniversario de la Revolución de Octubre y con su propio cumpleaños, recibió —junto con la ciudad de Petrogrado y Stalin— la Orden de la Bandera Roja. Convencido de la inminente victoria militar, en el VII Congreso de los Soviets de diciembre habló de la abolición del ejército regular y sus sustitución por una milicia popular, además de agradecer a los mencheviques su apoyo en los últimos combates. El fin de los combates debía limitar la represión de la oposición y permitir la actividad de los demás partidos socialistas; en efecto, en enero de 1920, se limitaron los poderes de la Cheka y se abolió la pena de muerte. Esperando firmar pronto una paz definitiva con Polonia, comenzaron a desmovilizarse algunos ejércitos y convertirse en brigadas obreras. El 16 de enero de 1920, la Entente puso fin al bloqueo de Rusia.

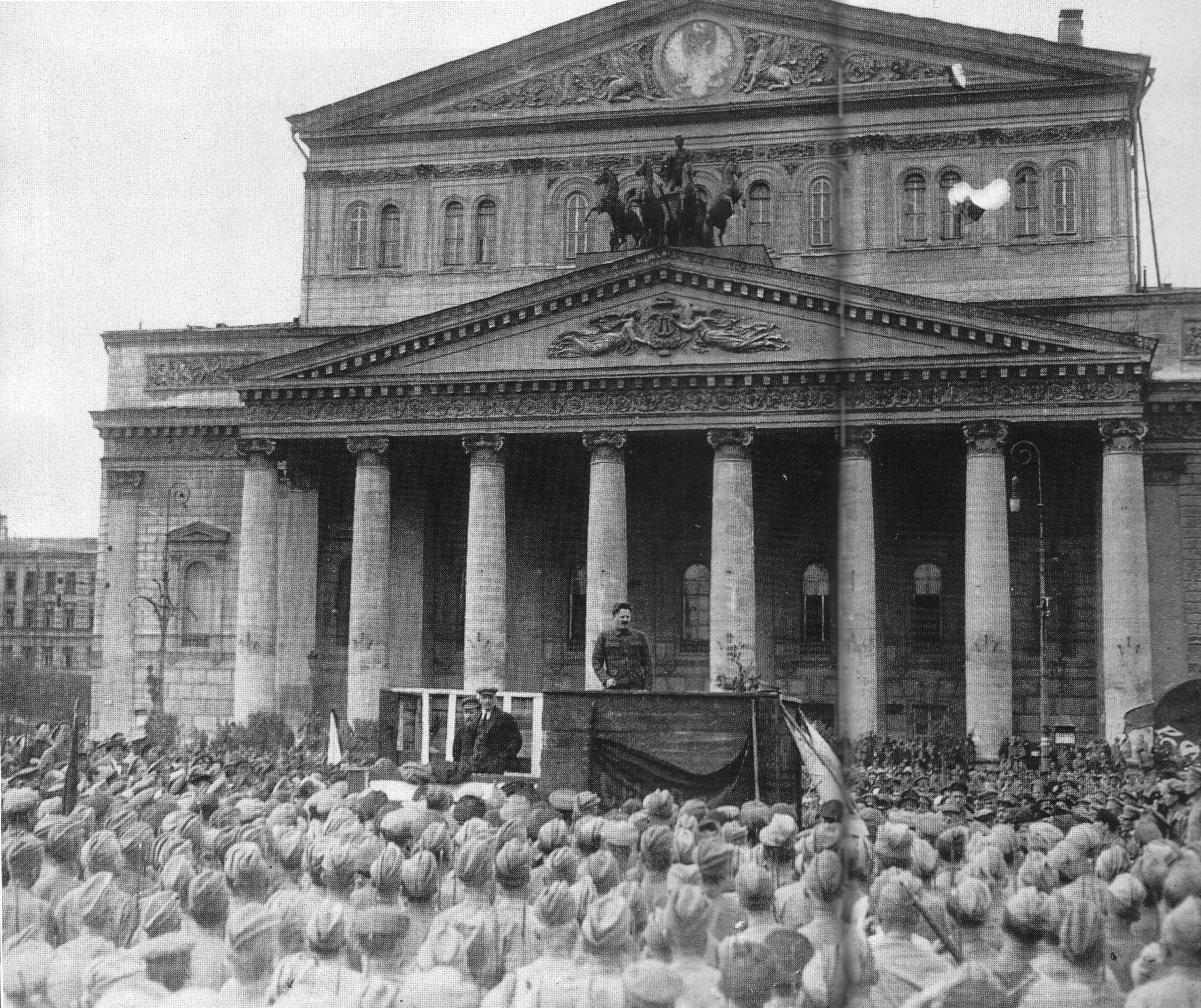
Arengando a las tropas frente al Teatro Bolshói, junto a Lenin y Lev Kámenev en mayo de 1920. En realidad, se opuso a extender la campaña polaca más allá de los territorios ucranianos y bielorrusos y a implantar la revolución por la fuerza en los nuevos países vecinos.

Menos de una semana, después, sin embargo, Trotski advirtió al politburó sobre el rearme polaco y recibió permiso para concentrar fuerzas en la frontera. En la primavera llegó el ataque polaco y Trotski abandonó los Urales, donde llevaba a cabo un viaje de inspección de las nuevas brigadas de trabajadores formadas por la desmovilización de las tropas, y regresó a Moscú. Las medidas liberalizadoras aprobadas meses antes fueron anuladas. Contrario a la actitud conciliadora hacia Varsovia del comisario de Asuntos Exteriores, Gueorgui Chicherin, abogó por un gran contraataque cuando las fuerzas polacas penetraron en Ucrania en abril y mayo. Tuvo dificultades para evitar que el chovinismo ruso, encantado con el conflicto con Polonia —tradicional enemigo—, acabase con el espíritu internacionalista que debía imperar en el Gobierno soviético y en sus fuerzas armadas. Se opuso firmemente al maltrato de los prisioneros de guerra, atizado por los rumores de ejecuciones y pogromos polacos. Al contrario que la mayoría del politburó, Trotski se mostró favorable a negociar con Gran Bretaña, con la que por entonces se llevaban a cabo conversaciones comerciales, pero que parecía apoyar decididamente a los polacos. Abogó por aceptar la oferta británica de mediación en julio, que el politburó acabó por rechazar, al tiempo que paradójicamente encargaba al propio Trotski presentar la respuesta soviética. Defendió además detener la contraofensiva contra Polonia, una vez recuperados los territorios mayoritariamente ucranianos y bielorrusos, y presentar una oferta de paz, actitud que Lenin y la mayoría del politburó rechazaron —convencidos erróneamente de la fuerza de los sóviet polacos y del auxilio que recibiría de los obreros y campesinos polacos—, exigiendo continuar los avances. La propuesta suponía un riesgo militar —podía permitir a Pilsudski reagrupar sus fuerzas—, pero comportaba ventajas políticas: disiparía las sospechas de chovinismo ruso en caso de ser necesario un avance posterior y podía conducir a la paz. Al mismo tiempo y por razones similares, recomendó la firma de la paz con las nuevas repúblicas bálticas, sugerencia esta que sí aceptó el politburó. Tras la derrota en la batalla de Varsovia, se negó a acudir al frente, convencido de que su intervención personal no cambiaría la suerte de los combates. El politburó le encargó entonces, junto con Stalin, el rechazo de la ofensiva del barón Wrangel, que había aprovechado la guerra con Polonia para avanzar desde Crimea. Opuesto a lanzar una contraofensiva contra Varsovia, una vez firmada la tregua del 12 de octubre, amenazó con acudir al partido si los que defendían la continuación de los combates resultaban mayoritarios en el politburó y este finalmente optó por continuar las conversaciones de paz. Convencido de la pronta extensión de la revolución en otros países, se opuso a su implantación por la fuerza mediante invasiones militares, como ya había hecho sin éxito en el caso polaco; se repitió la situación en el caso de República Democrática de Georgia en 1921. La invasión de Georgia la aprobó el politburó en ausencia de Trotski y sin el conocimiento del comandante en jefe de las fuerzas armadas, a propuesta del Consejo Revolucionario de Guerra del Cáucaso, presidido por Sergó Ordzhonikidze y con el respaldo de Stalin; ambos presentaron la situación como un mero apoyo a una amplia revuelta interna contra el Gobierno menchevique georgiano. A pesar de su oposición a la invasión, acabó defendiéndola públicamente de las críticas internacionales, que exigían la inmediata retirada bolchevique.

## Posguerra

### Crisis económica y controversia sobre la Nueva Política Económica

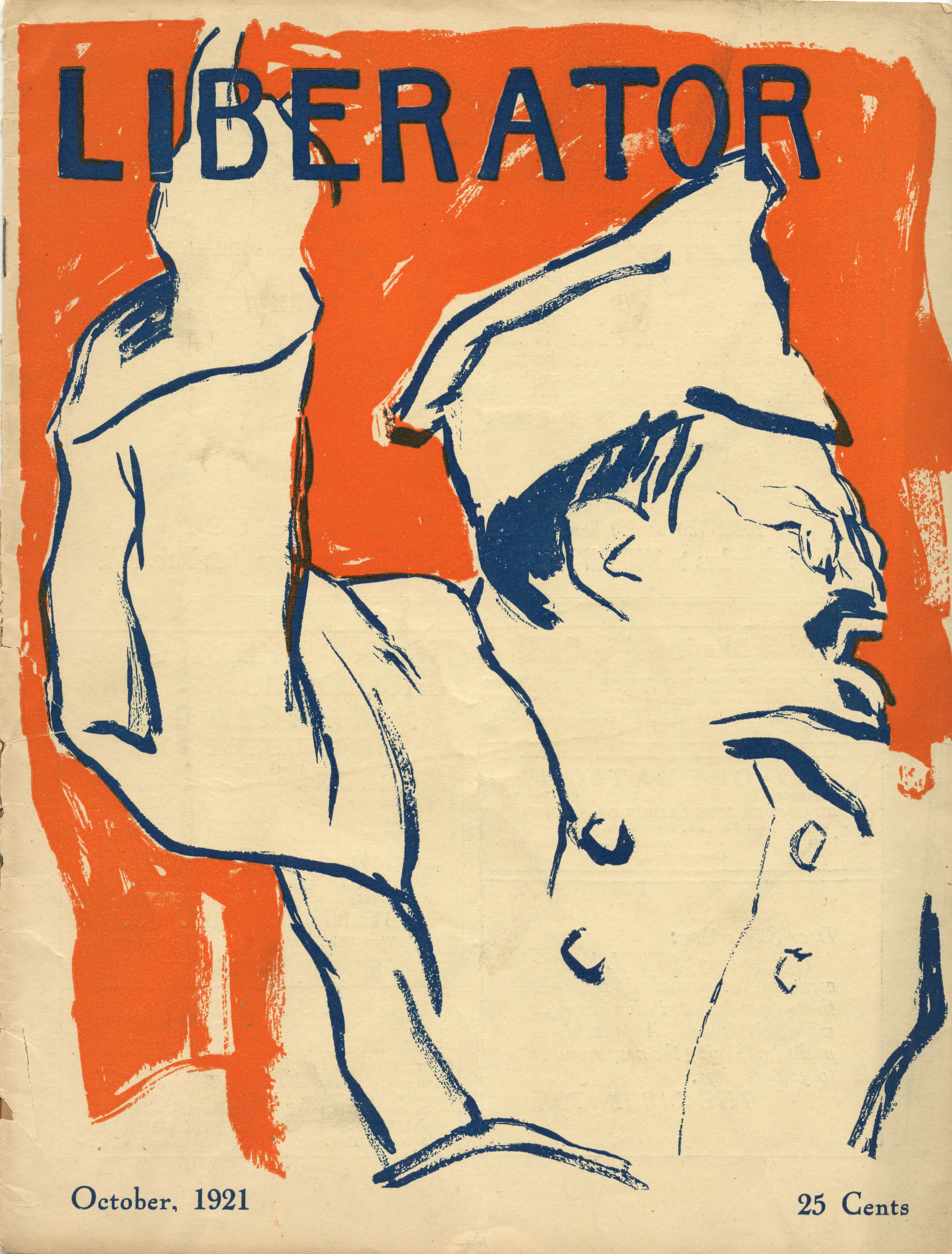
Trotski en la revista estadounidense The Liberator, octubre de 1921.

Con el fin de la Guerra Civil, Trotski comenzó a tratar de imponer medidas impopulares apoyándose en el poder del partido, reemplazando la voluntad popular con la de la organización, como había acusado antiguamente a Lenin durante el periodo de disputas entre ambos. Desde finales de 1919, había dedicado cada vez menos tiempo a las tareas militares, primero por la derrota inminente de las fuerzas «blancas», luego por su desacuerdo con el politburó sobre la guerra con Polonia. Se enfrascó cada vez más en las tareas de reconstrucción económica, en las que pretendía emplear los mismos métodos que había empleado en los militares; el principal de ellos era la militarización del trabajo. Sus tesis sobre la reconstrucción, enviadas al comité central el 16 de diciembre de 1921, acabaron publicadas por error en Pravda y dieron lugar a un tenso debate que continuó hasta la primavera de 1921.
Tras años de guerra mundial, revolución, guerra civil e intervención militar extranjera, la economía nacional se encontraba hundida. Durante largos periodos, las industrias del centro y del norte del país no habían podido contar con las materias primas del sur, en manos enemigas; cuando finalmente se recuperaron a finales de 1919, las minas del Donbás estaban inundadas y la industria regional, destruida. La del resto del país se hallaba parcialmente paralizada por falta de materias primas. A finales de 1920, las minas de carbón producían apenas la décima parte de lo que habían alcanzado antes de la guerra, mientras que las acerías apenas alcanzaban una veintésima parte de la producción anterior al conflicto mundial. La producción de bienes de consumo se había reducido drásticamente en tres cuartos y la red de transportes se encontraba desbaratada. El «comunismo de guerra» había nacionalizado la industria, reducido la importancia del dinero —por la enorme inflación debida a la falta de ingresos impositivos y la gran producción de moneda—, abolido el comercio privado y producido una igualación de la situación social, pero en la miseria. La prohibición del comercio y la requisiciones de productos agrícolas conducían a la reducción de la producción: los campesinos se limitaban a cultivar para su propio sustento, amenazando el suministro de las ciudades. Estas redujeron su población, el proletariado regresó al campo para escapar del hambre y el mercado negro se extendió a causa de la escasez de productos. Reacio a permitir la restauración del comercio privado de los productos agrícolas —que hubiese permitido cierta recuperación económica al aumentar la producción y el abastecimiento de las ciudades—, el partido trató de resolver la crisis mediante medidas de fuerza. Trató de imponer a los campesinos el cultivo y a los obreros la producción industrial; falto de incentivos económicos inexistentes, Trotski optó por la leva de trabajadores como había hecho con los soldados del nuevo Ejército. Esperaba emplear la estructura de reclutamiento militar para formar brigadas obreras sometidas a la disciplina del Ejército e incluso las tareas de la Comisaría de Trabajo debían pasar a la de Defensa.
Al comienzo la propuesta contó con el beneplácito de Lenin, convencido de la conveniencia de utilizar la organización militar, la mejor de la nueva Administración soviética, para la tarea de reconstrucción económica. Recibió, sin embargo, duras críticas desde amplios sectores del partido, incluidos los sindicatos. En una reunión de Lenin y Trotski con los dirigentes sindicales, estos rechazaron rotundamente la propuesta de los primeros para militarizar la industria. A pesar del rechazo, comenzaron los primeros experimentos de militarización del trabajo con la conversión del 3.er Ejército, sin propósito tras la victoria sobre Kolchak, en unidad laboral. A este en los Urales le siguieron los ejércitos destinados en Ucrania y el Cáucaso; la crisis, sin embargo, frustró los intentos de Trotski por mejorar las condiciones de los soldados convertidos en obreros forzosos y evitar su deserción. Su primera inspección en los Urales, en febrero de 1920, le llevó a la desilusión con el nuevo sistema. Regresó a la capital convencido de la necesidad de reformas, y comenzó a abogar por el fin de las requisiciones de productos agrícolas y de permitir a los campesinos comerciar con parte de sus cosechas para animarles a aumentar el cultivo. El comité central rechazó la propuesta, convencido aún de la viabilidad de la militarización del trabajo, reacio a acabar con las requisiciones y a restaurar el comercio privado y preocupado por la aplicación de cambios importantes en vísperas de una posible guerra con Polonia. La medida, incluida finalmente en la Nueva Política Económica, tardó más de un año en aplicarse, una vez fracasados los últimos intentos de mantener el «comunismo de guerra». Rechazada la propuesta, Trotski retomó con nuevo brío las medidas de comunismo de guerra. Las propuestas de represión o la utilización del odiado taylorismo fueron aprobadas en el IX Congreso, a pesar de la dura oposición de una minoría de los delegados. A continuación, Trotski trató de convertir los sindicatos en organizaciones para disciplinar a los trabajadores con el fin de aumentar la producción, propuesta que chocó con las protestas de parte de los dirigentes sindicales, en especial de los mencheviques. En su defensa de la medida, Trotski justificó la coerción de los trabajadores y el control total del trabajador acerca de su labor y de su residencia.
Poco después, la guerra con Polonia desvió parcialmente la atención de la discusión sobre la militarización del trabajo, aunque Trotski, encargado por el politburó de restaurar el tráfico ferroviario que se hallaba en una crisis final, lo utilizó sin miramientos para tratar de recuperar al menos parcialmente el servicio, crucial para la campaña, con notable éxito. El fin del conflicto en el otoño, sin embargo, trajo la vuelta de la polémica, atizada por el propio Trotski, que amenazó con sustituir a los dirigentes sindicales electos por otros escogidos como había hecho con los ferroviarios durante la crisis polaca. El politburó con Lenin al frente se opuso tajantemente a Trotski, que siguió defendiendo, no obstante, su idea de someter a los sindicatos y de extender el control burocrático estatal para mejorar la productividad. En la discusión del invierno de 1920-1921 sobre el papel de los sindicatos en el Estado soviético, abogó por su inclusión en la Administración como un organismo más, dedicado a defender los intereses estatales y no los de los trabajadores frente al Estado. Según Trotski —y más tarde, Bujarin—, su misión debía ser aumentar la productividad, asegurar la disciplina laboral, formar trabajadores para la gestión de las industrias y participar en la dirección de la economía nacional. A esta posición se resistió la Oposición Obrera, contraria al control de los sindicatos por el partido. Entre ambas se situó el grueso del partido, con Lenin, Zinóviev y Kámenev a la cabeza. En el X Congreso, punto culminante de la disputa, Trotski defendió la dictadura del partido frente a los postulados democráticos de la oposición:

La Oposición Obrera ha presentado lemas peligrosos. Han convertido en fetiches los principios democráticos. De alguna manera, han colocado el derecho de los trabajadores a elegir a sus representantes por encima del partido, como si el partido no tuviese derecho a defender su dictadura incluso si esta choca temporalmente con los deseos temporales de la democracia obrera.

Abandonaba así abiertamente su defensa del sistema democrático soviético que había defendido como más perfecto que la democracia burguesa por su sistema de revocación inmediata y reflejo fiel del sentir popular para abogar por la supremacía del partido. El congreso rechazó el Estado monolítico propuesto en la práctica por Trotski y aprobó la moción intermedia de Lenin, partidario de una cierta autonomía para los sindicatos.
Al tiempo que se desarrollaba el congreso, estalló la Rebelión de Kronstadt, que exigió el fin de la dictadura bolchevique y la vuelta a los sóviets electos. El Gobierno decidió aplastar el levantamiento, que coincidió con otros en el país; el 5 de marzo, Trotski llegó a Petrogrado y exigió la rendición de los alzados. El aplastamiento del levantamiento quedó paradójicamante en manos de aquel que había recibido antaño el apoyo de los marinos de la base tanto en 1917 como durante la guerra civil, a los que había tildado de «orgullo y gloria de la revolución». La revuelta unió al partido e incluso las corrientes críticas rechazaron el alzamiento; tras concentrar tropas escogidas que sufrieron grandes bajas en el asalto, las fuerzas gubernamentales tomaron la base naval al asalto a finales de marzo.
Coincidiendo con los últimos días del alzamiento, el congreso comunista aprobó sin oposición la Nueva Política Económica. Las revueltas en varias zonas del país, las huelgas en Petrogrado y el alzamiento en Kronstadt acabaron con la militarización del trabajo defendida por Trotski, hasta su aplicación por Stalin a finales de la década durante la industrialización forzosa. Al mismo tiempo que se liberalizaba parcialmente la economía, el partido prohibió todas las organizaciones opositoras en los sóviets, temeroso de que pudiesen recibir el apoyo del campesinado y la burguesía urbana que recuperarían poder con las medidas económicas. A esta prohibición se unió la de las corrientes internas del partido. Trotski aceptó la moción secreta presentada por Lenin y aprobada en el congreso que permitía la expulsión de opositores del partido, y que finalmente se utilizaría contra él a final de la década. Durante la primera etapa de la Revolución, Trotski se convirtió en hombre de confianza de Lenin y este le encomendó varias misiones. La primera fue la de acabar la guerra con las potencias centrales. Fue el encargado, como comisario (ministro) de Asuntos Exteriores, de firmar con los alemanes el llamado Tratado de Brest-Litovsk, paz que supondrá para Rusia una pérdida considerable de su territorio. Seguidamente fue nombrado comisario de Guerra. Desde este puesto se encargó de la creación, promoción y dirección del Ejército Rojo, motivo principal de que los logros revolucionarios no se perdieran durante la época de la Guerra Civil (1918-1920) contra las fuerzas contrarrevolucionarias (potencias extranjeras y rusos blancos). Los anarquistas acusaron a Trotski de reprimir cualquier movimiento de izquierda opuesto al oficial del Partido Bolchevique. Por ejemplo, al movimiento ácrata de Néstor Majnó en Ucrania o la rebelión de los marineros de Kronstadt en el golfo de Finlandia.

## El último exilio

### El exilio interior

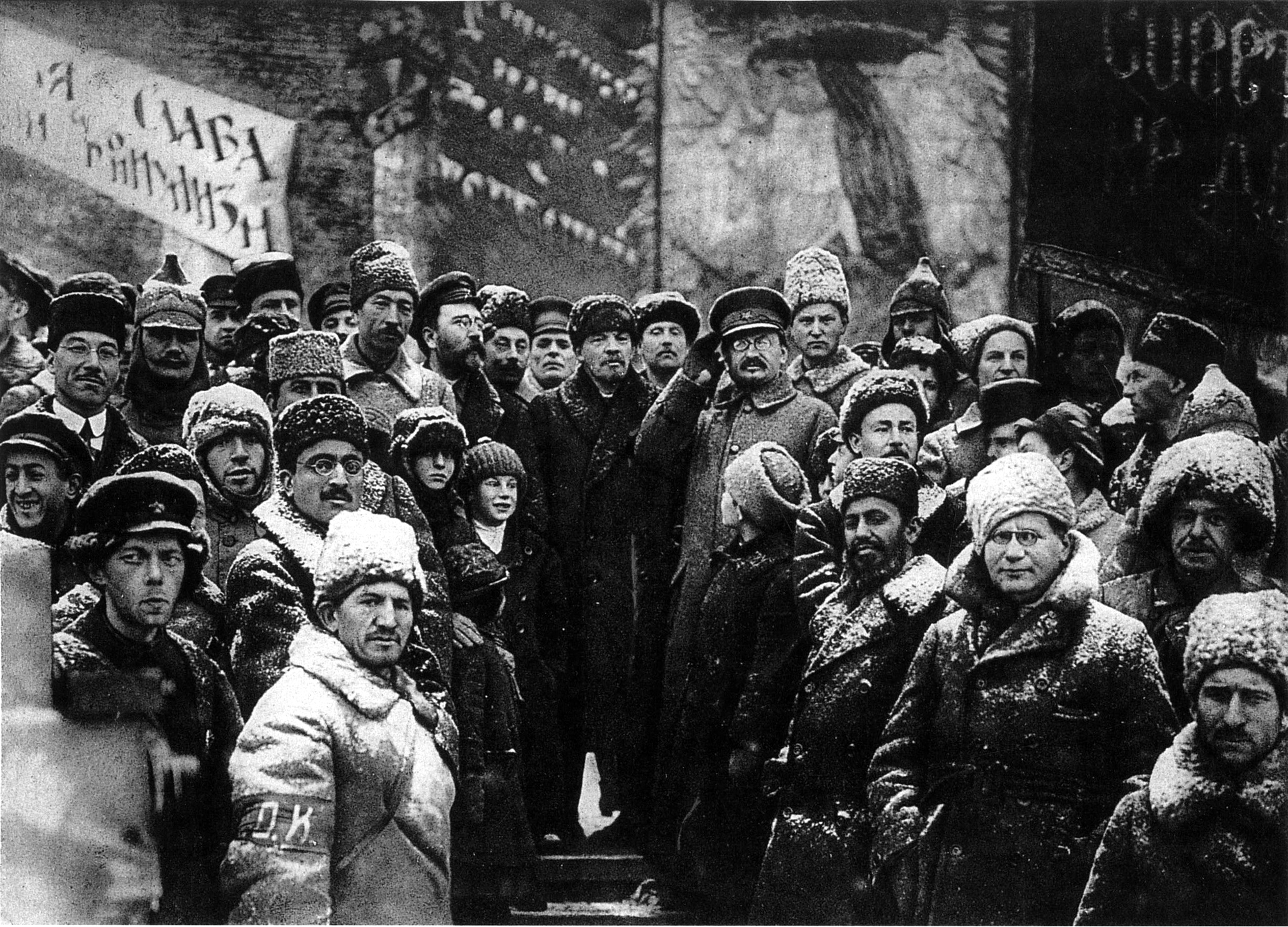
Celebración del segundo aniversario de la Revolución de Octubre en Moscú, 1919. Una de las fotos de las que fue borrada la imagen de Trotski, junto con las de Lev Kámenev y Artemi Jalátov^{(ru:)}, ejecutados en 1936 y 1938, respectivamente.

Miembro principal del Politburó después de Lenin, apoyó a este en sus principales innovaciones hasta que un ataque cerebrovascular obligó a Lenin a apartarse de la política. En oposición a Trotski, se unieron Grigori Zinóviev, Lev Kámenev y Iósif Stalin. Este agrupamiento, una vez que logró apoderarse de la dirección del Partido, acusó a Trotski de cometer serias violaciones de la disciplina del partido, con el objetivo de debilitar sus organizaciones. En consecuencia, Trotski primero fue destituido como Comisario del Pueblo del Ejército y de la Flota, luego apartado de la dirección del partido y, posteriormente, expulsado del mismo. Más tarde fue deportado a Kazajistán (Asia Central) y, finalmente, expulsado de la Unión Soviética en 1929. Desde entonces, los ideólogos oficiales del régimen se encargaron de revisar la figura de Trotski (llegando incluso a trucar fotografías originales con el fin de hacerlo desaparecer, por ejemplo, del lugar que ocupaba junto a Lenin mientras este pronunciaba un discurso) haciéndolo aparecer como un traidor.

### El exilio turco
Estuvo exiliado en la isla de Büyükada, perteneciente a Estambul. En el exilio Trotski siguió criticando a Stalin, argumentando que el aislamiento de la Unión Soviética había producido un gobierno tiránico y abogando por la democratización del partido y la apertura política en toda la sociedad soviética. Durante su exilio, Stalin desencadenó la persecución de los familiares de Trotski: su hija Zinaída Vólkova fue empujada al suicidio en Berlín en 1933 y su marido desapareció; se envió a un campo de concentración a su primera esposa, que murió en él alrededor de 1938; a su hijo Serguéi, sin actividad política, se lo detuvo acusado de envenenamiento en 1937 y murió en prisión; otro de sus hijos, Lev Sedov, murió en extrañas circunstancias en una operación médica en Francia en 1938, especulándose que pudo sufrir un asesinato; su hermana Olga Kámeneva, esposa de Lev Kámenev acabó fusilada en 1941, mientras que sus dos hijos ya lo habían sido en 1936.

### La cuarta internacional
A pesar de haberse opuesto en la década anterior a la formación de una nueva asociación de partidos comunistas rival de la Comintern, la llegada de Hitler al gobierno y su rápido desmantelamiento de los partidos de izquierda y de los sindicatos, que para Trotski supuso una gran derrota del proletariado mundial, le llevó a plantearse finalmente la creación de la Cuarta Internacional. Se crearon partidos comunistas alternativos en la mayoría de los países, pero con escasos seguidores. Criticados por algunos socialistas, en ocasiones las formaciones apenas agrupaban a algunos activistas, a menudo intelectuales sin conexión con el movimiento obrero y a menudo divididos en distintas corrientes a pesar de su exiguo tamaño.

### Exilio europeo
Tras abandonar Turquía, se instaló en Francia en julio de 1933, donde se le acogió a condición de que no participase en actividades políticas contrarias al poder establecido tanto en el país como en la Unión Soviética. Se instaló en Barbizon, cerca del bosque de Fontainebleau hasta que seis meses más tarde la policía detuvo a uno de sus mensajeros y una campaña de prensa hostil, tanto nacional como extranjera —que incluyó la acusación de insurrección de Goebbels— condujo a su expulsión. En la primavera de 1935, se mudó a Noruega, donde las autoridades le habían concedido asilo y donde se publicó su La revolución traicionada. En esta obra analizaba el ascenso al poder de Stalin y lo atribuía a la victoria política de la burocracia soviética surgida por la degeneración estatal debida, en su opinión, al aislamiento del país por la ausencia de una revolución internacional. Para Trotski la Revolución de 1917 había sufrido su propio termidor en el que la democracia soviética había dado paso al dominio oligárquico de una casta, la burocrática que, si no era eliminada, conduciría a la restauración del capitalismo. Denunciado por los comunistas y fascistas noruegos a pesar de la buena acogida de parte de los socialistas y ante el comienzo de los Procesos de Moscú, las autoridades noruegas, con el beneplácito soviético, le mantuvieron en arresto domiciliario. Ante esta situación, aceptó el ofrecimiento de acogida en México del Gobierno de Lázaro Cárdenas; partió hacia este país en noviembre de 1936.
Durante sus años de exilio, Trotski escribió varios ensayos (la autobiografía Mi Vida, Historia de la Revolución rusa, La revolución traicionada) y artículos sobre temas de actualidad de aquella época (estalinismo, nazismo, fascismo, la guerra civil española). Desde su exilio también encabezó la oposición comunista disidente, que formó la IV Internacional.
Por otra parte, Trotski empezó un auténtico peregrinaje por diferentes países desde los cuales pudo expresar públicamente sus críticas al estalinismo.

### Exilio mexicano e intentos de asesinato

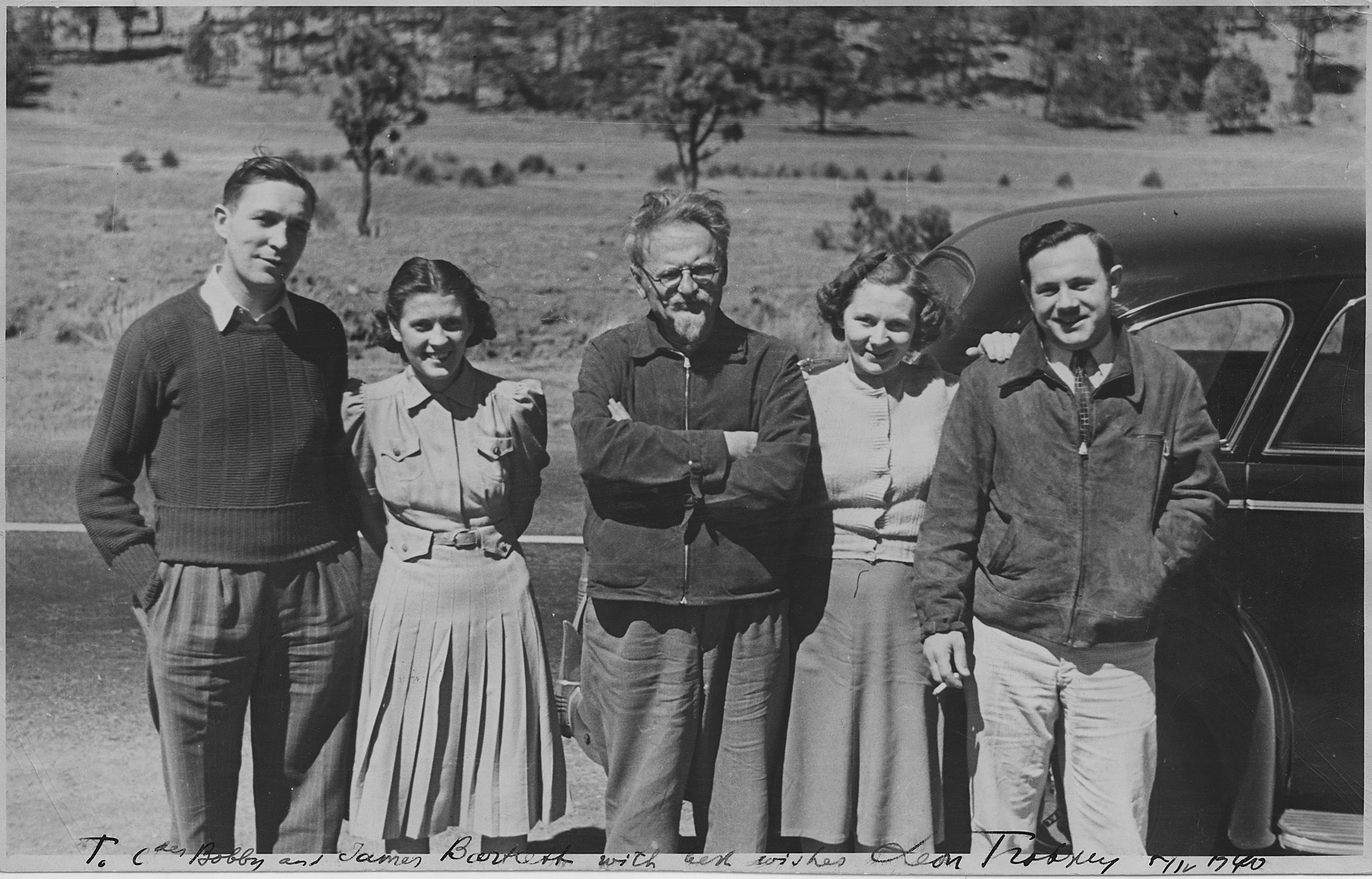
León Trotski, en el centro, con unos admiradores en México poco antes de su asesinato.

Finalmente, León Trotski llegó a México, tras una serie de gestiones realizadas principalmente por el pintor mexicano Diego Rivera y Octavio Fernández Vilchis ante el presidente Lázaro Cárdenas, quien en 1936 le concedió el asilo político. A su llegada el 9 de enero de 1937, Trotski fue recibido en el puerto de Tampico por la pintora mexicana Frida Kahlo, esposa de Rivera, y transportado a la Ciudad de México a bordo del tren presidencial el Olivo. Fueron escoltados por una segunda comitiva que se envió por decreto presidencial, liderada por Vilchis y el líder sindical, Juan R. de la Cruz.
En 1939 y con el agravamiento de la crisis europea, el tono de las críticas de Trotski se volvió cada vez más radical, lo que se reflejó en su última obra, que dejó inacabada, una biografía de Stalin, en ocasiones errónea y fantasiosa.
Vivió en la «Casa Azul», morada de Frida y Diego en Coyoacán, hasta la ruptura política con este último, que se dio en 1939. En ese año, cambió su residencia a la calle de Viena, también en Coyoacán, donde vivió hasta el día de su muerte.
En esa casa, Trotski sufrió dos atentados, el primero de ellos ocurrido en mayo de 1940. Durante la madrugada del día del atentado, un comando de veinte hombres armados comandados por Leopoldo Arenal Bastar, su hermano Luis Arenal Bastar, y su cuñado el pintor David Alfaro Siqueiros, logró penetrar a la casa con la complicidad de Robert Sheldon Hart, un guardaespaldas de Trotski que era un agente doble. Los intrusos dispararon cerca de 400 tiros con armas de grueso calibre. El propio Siqueiros disparó contra el lecho donde supuestamente dormían Trotski y su esposa Natalia Sedova, sin lograr asesinarlos, pues lograron resguardarse junto a una pared, al lado de su cama. Los guardias de Trotski repelieron a los intrusos y estos tuvieron que huir sin lograr su cometido.
Unos meses más tarde, el 20 de agosto de 1940, Trotski sufrió un segundo atentado en esa misma casa a manos del agente de la NKVD Ramón Mercader, que le enterró un piolet en la cabeza, a pesar de la gravedad de sus heridas, Trotski logró derribar a Mercader que era un hombre fornido para salir corriendo y avisar a sus guardaespaldas para que pudieran someter al atacante.

## Asesinato
Stalin había dado la orden de asesinar a Trotski. Kótov, agente de la NKVD encargado de las operaciones contra este en México, se valió de dos comunistas españoles, Caridad Mercader y Ramón Mercader (madre e hijo), para llevar a cabo el plan. Ramón Mercader se había trasladado a Nueva York y de allí a México con el pasaporte de un brigadista canadiense fallecido, Frank Jackson, en septiembre de 1939.
Aunque la casa en la que vivía Trotski estaba fuertemente custodiada, Ramón Mercader (conocido con el alias de «Jacques Mornard») logró infiltrarse en su círculo ganándose la confianza de una de las secretarias de Trotski, Silvia Ageloff, con la que incluso mantuvo un noviazgo formal premeditado y planeado para perpetrar el magnicidio. Conoció a Trotski a finales de mayo de 1940 y visitó a la familia en una decena de ocasiones, haciéndose pasar por un simpatizante algo escéptico. A pesar del refuerzo de la seguridad tras el atentado de mayo, el propio Trotski no seguía las normas de seguridad y se permitía a Mercader, que se había ganado la confianza de la familia, penetrar en el complejo residencial sin que se lo registrase.

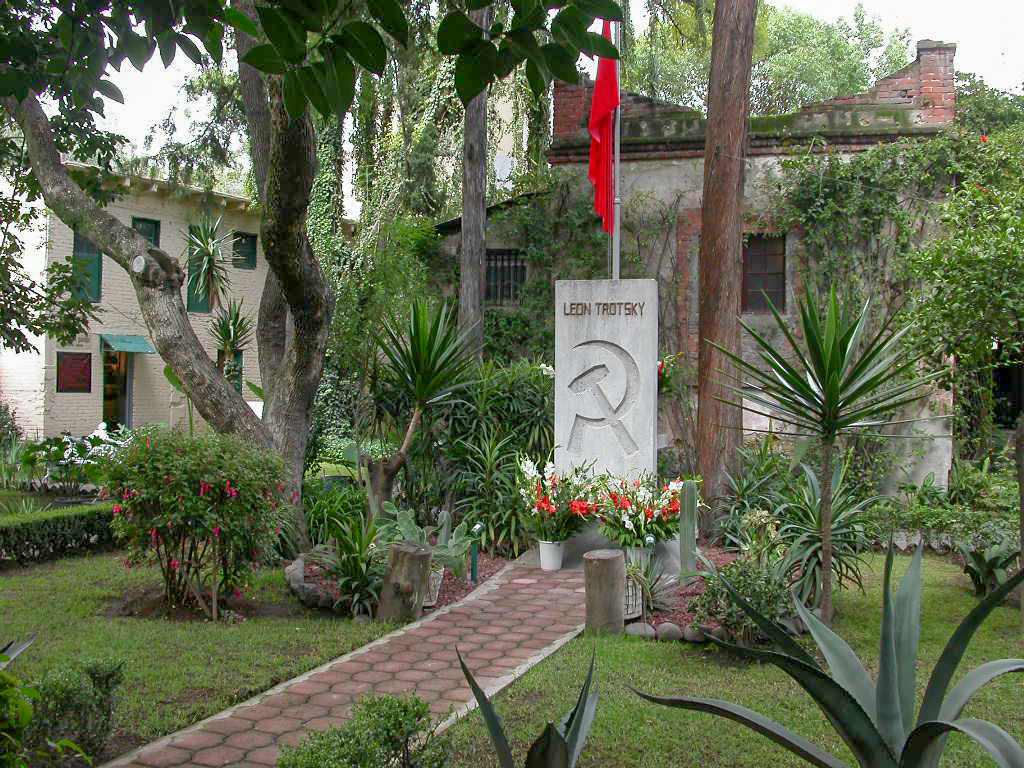
Tumba de Trotski en su casa de Coyoacán, México.

La tarde del asesinato, Trotski se encontraba trabajando en su despacho cuando Mercader apareció con mal aspecto alrededor de las 17:20. A pesar de quejarse de sed, llevaba sombrero y portaba un abrigo. Solicitó ver a Trotski para mostrarle un artículo. Con este pretexto subió al despacho y, mientras este se hallaba sentado, se acercó a él por la espalda y le clavó salvajemente en la cabeza un piolet que extrajo de un bolsillo del abrigo. El grito de Trotski se oyó en toda la casa; sus custodios acudieron rápidamente pero no se pudo hacer nada. Trotski logró derribar a su asaltante, salir de la habitación y comunicar a su esposa la identidad del asaltante antes de caer desvanecido. El doctor Wenceslao Dutrem junto a los médicos fueron llamados a la escena e intenta salvarle la vida. El nieto de Trotski afirma que "Cuando mi abuelo sufrió el terrible atentado, la familia lo llamó, su número estaba a mano en la agenda de casa", explica Volkov refiriéndose al Dr Dutrem.
Cayó en coma y falleció al día siguiente, el 21 de agosto de 1940, en el Puesto Central de Socorros de la Cruz Verde. Cabe señalar que a sus exequias celebradas en la capital mexicana asistieron cerca de trescientas mil personas, en una ciudad que por aquel entonces contaba con unos cuatro millones de habitantes.[cita requerida] Su asesino fue condenado a diecinueve años de prisión; liberado en 1960, la Unión Soviética le otorgó la condecoración de Héroe de la Unión Soviética.

## Filmografía sobre Trotski
| Año  | Película                | Director                             | Actor                |
| ---- | ----------------------- | ------------------------------------ | -------------------- |
| 1972 | El asesinato de Trotsky | Joseph Losey                         | Richard Burton       |
| 1983 | Frida, naturaleza viva  | Paul Leduc                           | Max Kerlow           |
| 1987 | Senda de gloria         | Ernesto Alonso                       | Claudio Brook        |
| 1988 | Esperanza / Эсперанса   | Sergio Olhovich                      | Lev Lemke            |
| 1996 | Asaltar los cielos      | José Luis López-Linares Javier Rioyo |                      |
| 2002 | Frida                   | Julie Taymor                         | Geoffrey Rush        |
| 2007 | Trotzki (documental)    | Daniel y Jürgen Ast                  |                      |
| 2009 | The Trotsky             | Jacob Terney                         | Jay Baruchel         |
| 2016 | El elegido              | Antonio Chavarrías                   | Henry Goodman        |
| 2017 | Trotsky (serie)         | Aleksandr Kott, Konstantin Statskiy  | Konstantin Khabensky |

## Obras principales

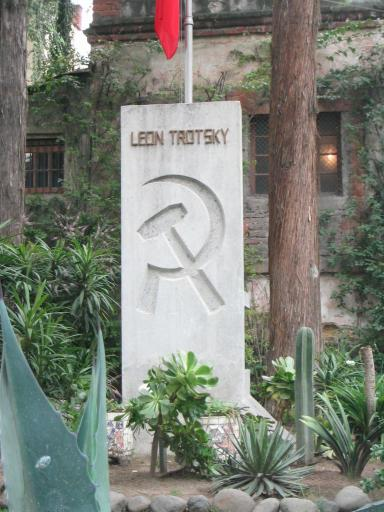
Su tumba, en la Ciudad de México.

- 1905 Resultados y perspectivas (1906)
- Viaje de ida y vuelta (1907). Recientemente publicada bajo el título de La fuga de Siberia en un trineo de renos (2022), por Siglo XXI Editores.
- El socialismo en los Balcanes (1910)
- La guerra y la Internacional (1914)
- Jean Jaurès (1915)
- El derecho de las naciones a la autodeterminación (1917)
- Lenin como tipo nacional (1920)
- Las lecciones de la Comuna (1921)
- Literatura y revolución (1924)
- En España (1924)
- Historia de la Revolución rusa (dos tomos, 1929 a 1932)
- Mi vida (1930)
- La revolución permanente (1930)
- La revolución traicionada (1936)
- Stalin